# Bahnübergang

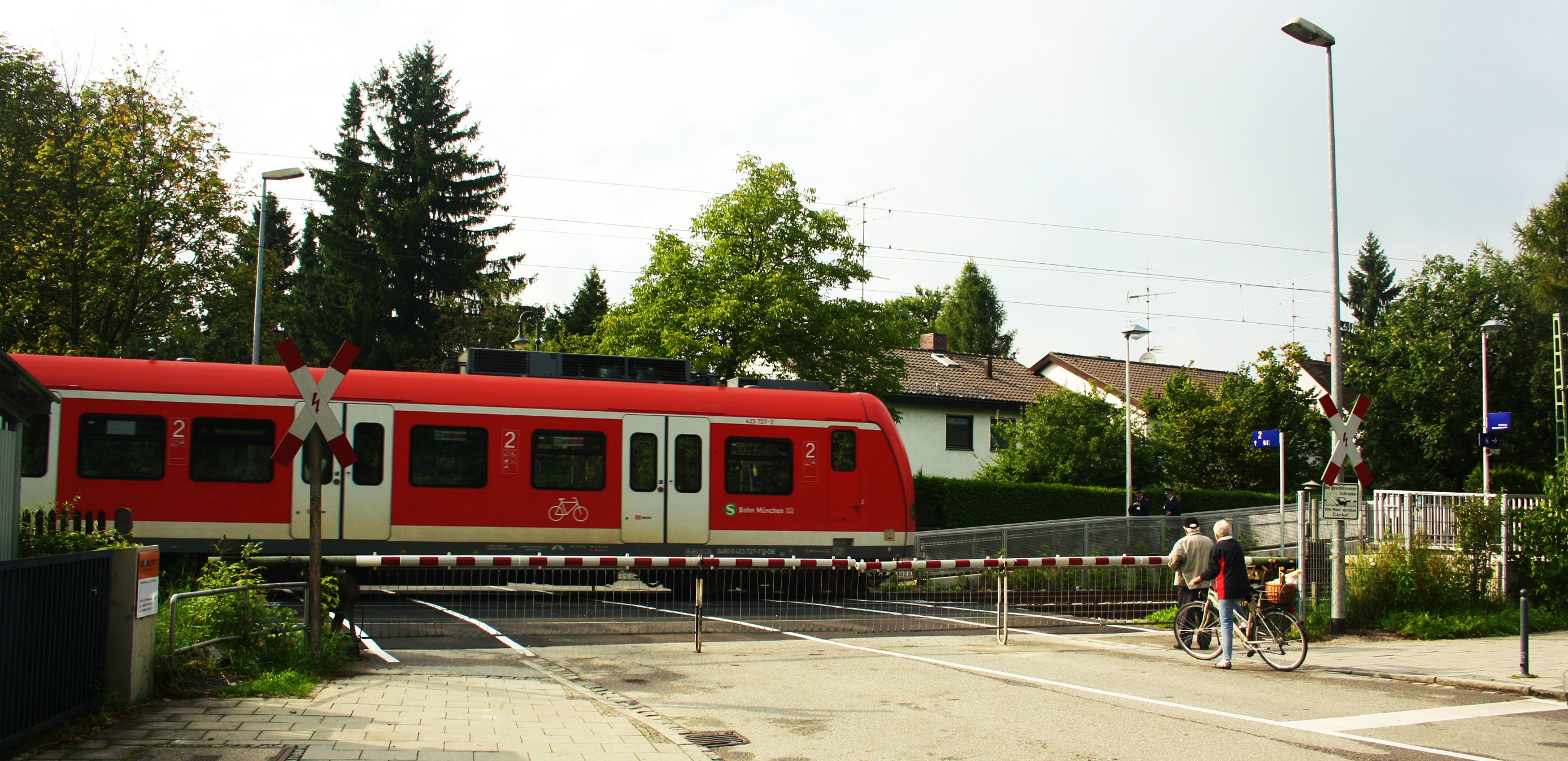
Bahnübergang mit vierschlägiger mechanischer Vollschranke zur kompletten Absperrung einer zweispurigen Straße, hier in Pullach im Isartal

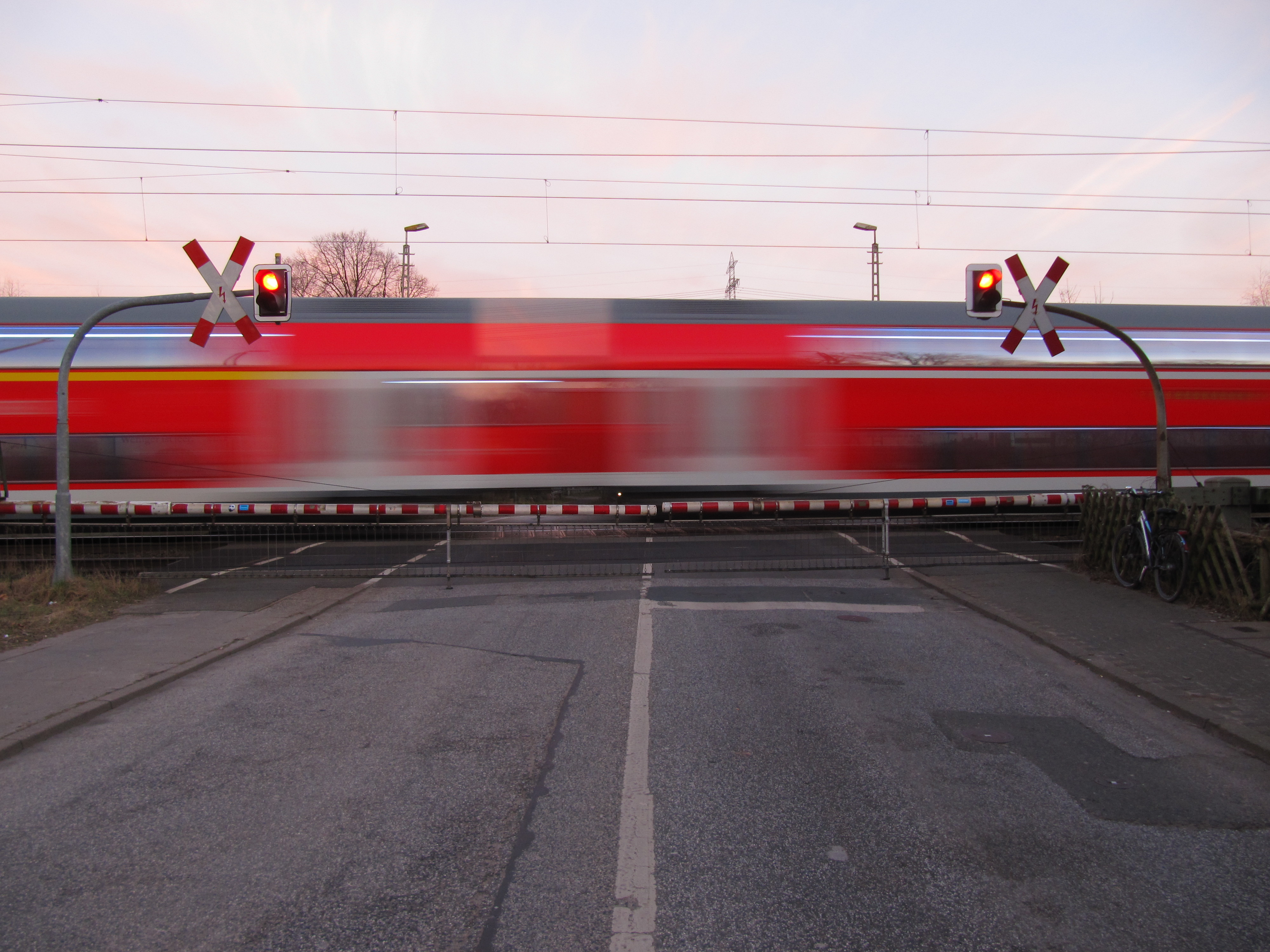
Durchfahrt eines Regionalzuges am Bahnübergang Hamburg-Wandsbek

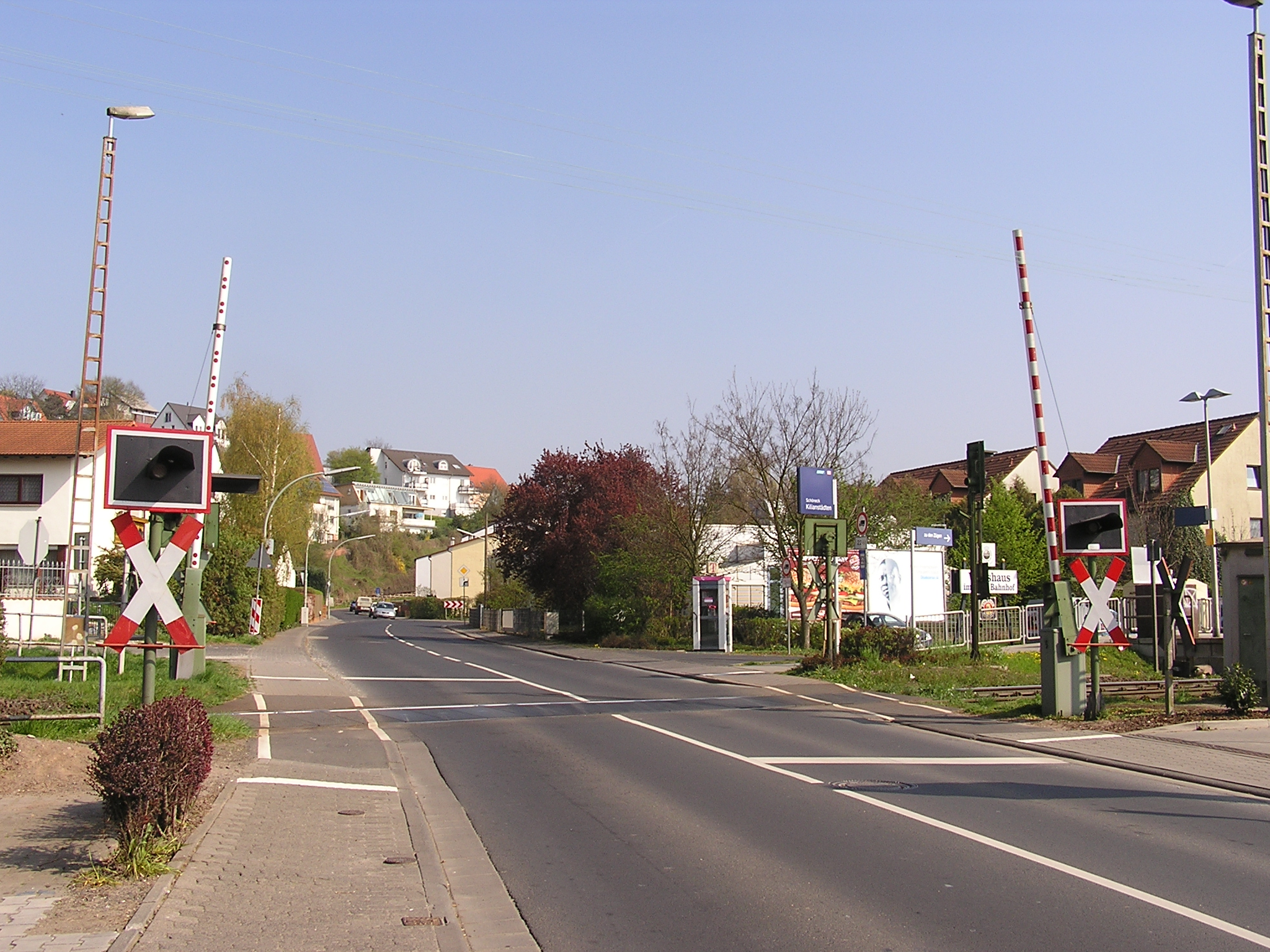
Bahnübergang mit Halbschranken

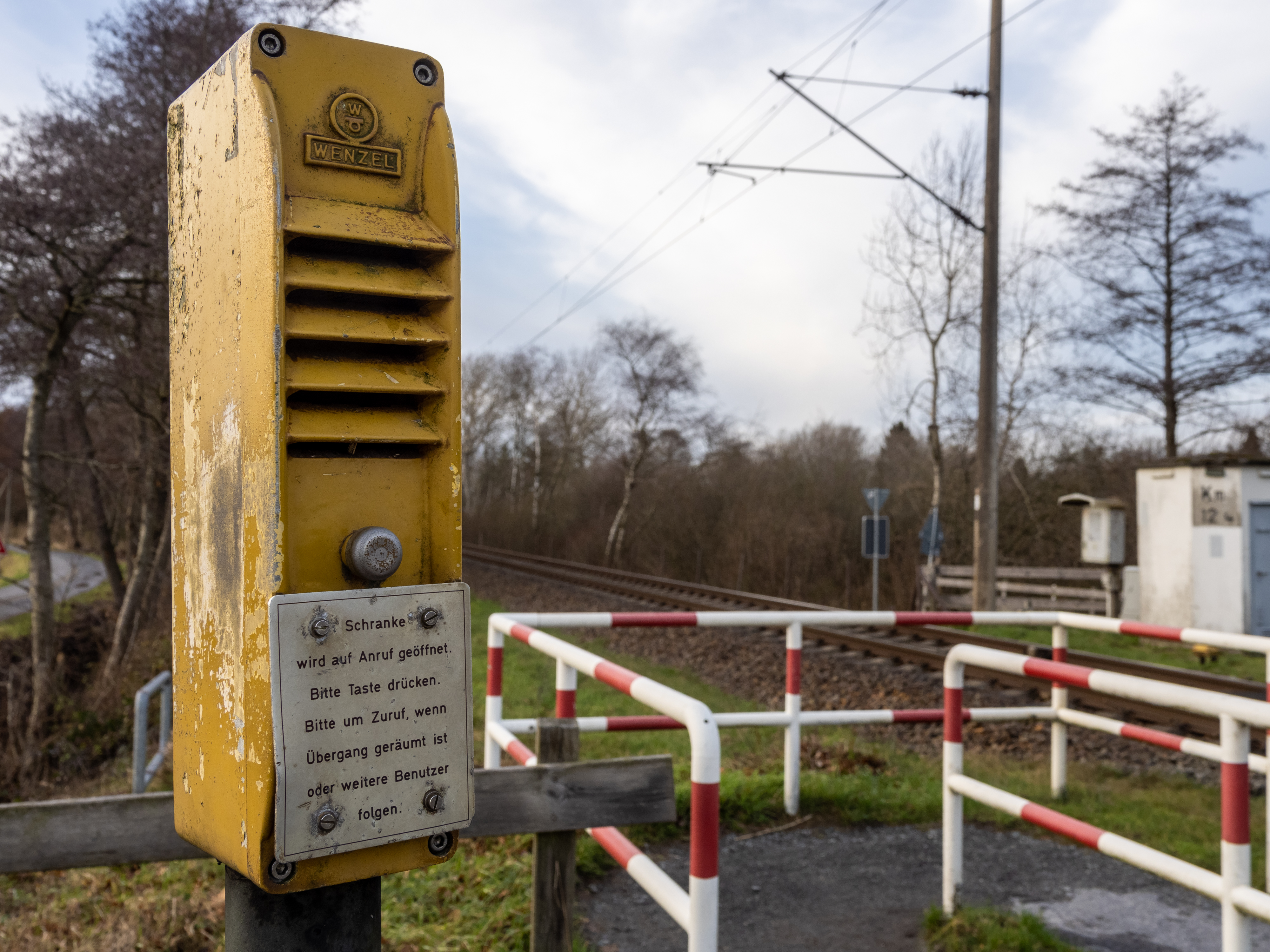
Wechselsprechanlage einer Anrufschranke bei Bad Zwischenahn

Ein Bahnübergang (Abkürzung: BÜ) ist eine höhengleiche Kreuzung einer Eisenbahnstrecke mit einer Straße, einem Weg oder einem Platz. Weitere Bezeichnungen sind Wegübergang (WÜ), Eisenbahnkreuzung (EK, in Österreich), Niveauübergang oder Niveaukreuzung, veraltet Bahnübersetzung.
Die Kreuzung einer Eisenbahn mit einer Straße, einem Weg oder einem Platz auf unterschiedlichem Niveau (Brücke/Viadukt) heißt Überführung oder Unterführung. Übergänge für Reisende zum Erreichen eines Bahnsteigs hingegen gelten als Reisendenübergang (RÜ), solche für den innerbetrieblichen Fußgängerverkehr als Gleisüberwege.

## Technik
Bahnübergänge werden für die Straßenbenutzer mit Tafeln und Andreaskreuzen markiert und teilweise mit Straßensignalen und Schranken gesichert. Die Schrankenbäume werden durch elektrische oder mechanische Antriebe (über Doppeldrahtzugleitungen, in sehr alten Anlagen auch einfachwirkend) bewegt. Passanten werden mit Läutewerken auf die Einschaltung der Bahnübergangssicherungsanlage und das Schließen der Schrankenbäume aufmerksam gemacht.
Wegen der Fahrplangebundenheit des Bahnbetriebes und der langen Bremswege werden Bahnübergangssicherungsanlagen abhängig vom Eisenbahnbetrieb gesteuert, in Grundstellung sind die Überwege damit für den Straßenverkehr offen. Eine Ausnahme bilden Anrufschranken an Straßen mit sehr geringer Bedeutung. Diese sind in Grundstellung für den Straßenverkehr geschlossen und werden nur auf Anforderung von Straßenbenutzern freigegeben.
Schrankenanlagen haben in der Regel zwei Schrankenbäume. In vielen Ländern sind diese jeweils rechts des kreuzenden Verkehrsweges (Straße, Fußgängerweg) gelagert, sodass sie sich beim Schließen und Öffnen entgegengesetzt bewegen (gegenschlägige Schranken). In Deutschland wurden die Schrankenböcke von zweischlägigen Einheitsschrankenanlagen in der Regel jeweils auf der linken Straßenseite angeordnet. In manchen Ländern (z. B. Österreich) sind mechanische Vollschranken allerdings häufig gleichschlägig ausgeführt, d. h. die Schrankenbäume bewegen sich parallel. Bei mechanischen Anlagen ergibt sich damit allerdings ein spürbarer Windeinfluss beim Bewegen der Bäume. Für breitere Straßen, die vollständig durch Schranken gesperrt werden sollen, werden bei Bedarf vier Schrankenbäume gebaut (vierschlägige Schranke). Je nach Anzahl der kreuzenden Verkehrswege können weitere Schrankenbäume nötig sein, etwa für getrennt geführte Fußgänger- oder Fahrradwege oder bei im Zuge des Bahnübergangs einmündenden Seitenstraßen. Wegen der erforderlichen Gleichzeitigkeit beim Öffnen und Schließen sind bei mechanischen Vollschranken nur vier Schrankenbäume beherrschbar.
Die Ein- und Ausschaltung von Bahnübergangssicherungsanlagen erfolgt, wenn möglich, zugbedient über Gleisschaltmittel oder das Ausnutzen vorhandener Gleisfreimeldeanlagen. Innerhalb von Bahnhöfen ist die zugbediente Einschaltung häufig ungeeignet, sie wird in der Regel von Stellwerkskriterien wie der Fahrstraßeneinstellung abgeleitet. Bei älteren Anlagen erfolgt sie auch von Hand, in der Regel vom örtlichen Stellwerk.
Bahnschranken auf offener Strecke wurden früher überwiegend von einem Schrankenwärter bedient. Der Schrankenwärter wohnte oft gleich neben dem Bahnübergang in einem Bahnwärterhaus. Heutzutage existieren in Deutschland nur noch wenige örtlich besetzte Schrankenposten.

## Europa

### Deutschland

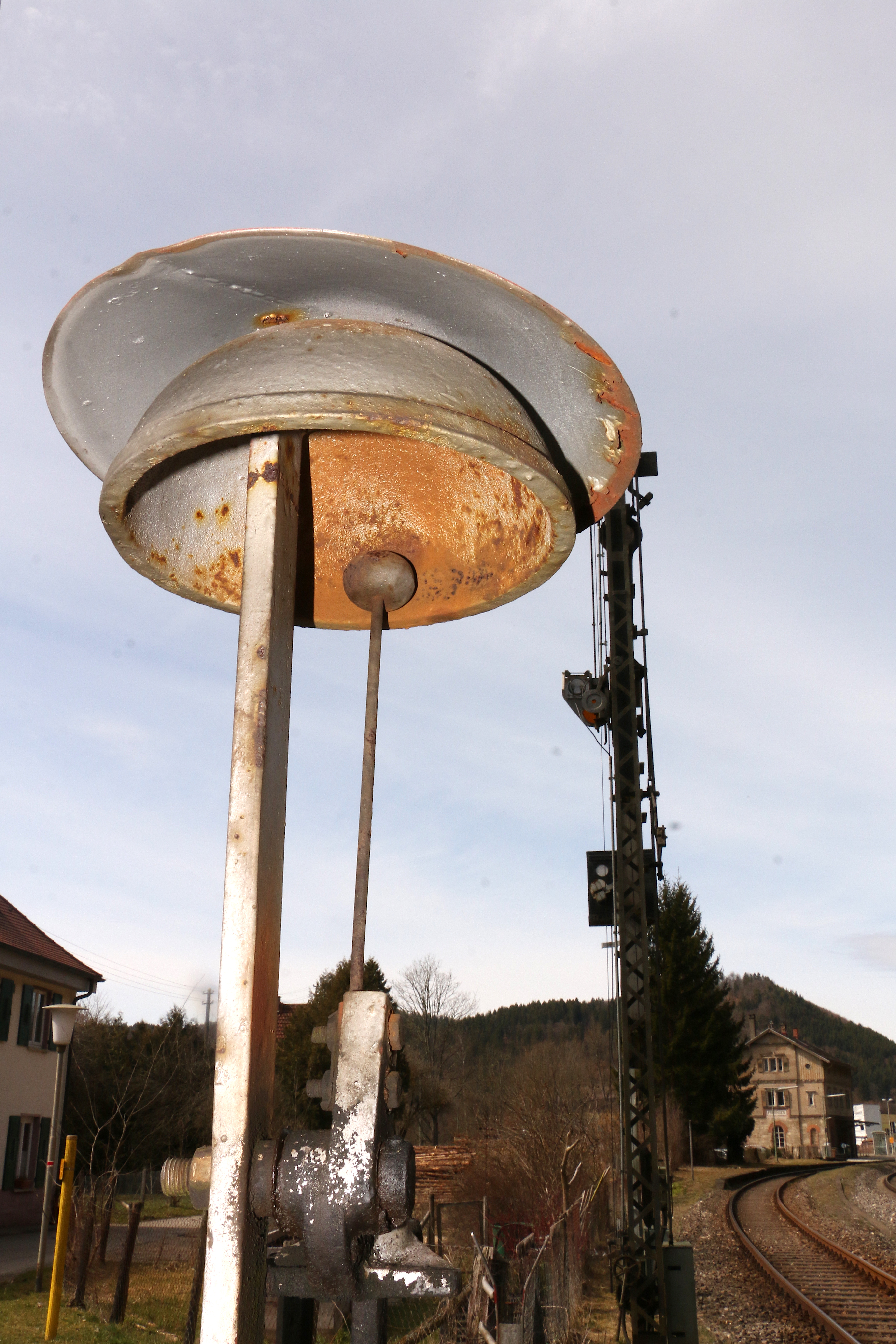
Läutewerk am Bahnübergang Fridingen an der Donau. Hinter der Glocke das mechanische Ausfahrsignal und das Bahnhofgebäude

Auf Eisenbahnstrecken mit einer zulässigen Höchstgeschwindigkeit von mehr als 160 km/h sind in Deutschland Bahnübergänge unzulässig. Beim Neubau von Eisenbahnstrecken, sogenannten Neubaustrecken, sowie neuen Straßen über eine bestehende Eisenbahnstrecke, wird, auch wenn die zulässige Höchstgeschwindigkeit nur bis zu 160 km/h beträgt, die Errichtung von Bahnübergängen in der Regel nicht mehr genehmigt. Genaueres regelt § 2 Eisenbahnkreuzungsgesetz (EBKrG). Auf den Hauptstrecken im Netz der Deutschen Bahn wird angestrebt, die Anzahl der Bahnübergänge immer weiter zu reduzieren. Sie werden ersatzlos aufgehoben oder durch Über- oder Unterführungen ersetzt. Anders als in vielen anderen Ländern stellen eventuelle Warnschilder piktographisch seit 1992 keine Dampflokomotive mehr dar, sondern einen elektrischen Triebzug. Es wird unterschieden nach technisch gesicherten und technisch nicht gesicherten Bahnübergängen.

Seit 1992 ersetzt dieses Zeichen in Deutschland die alte Version, die eine Dampflokomotive darstellte
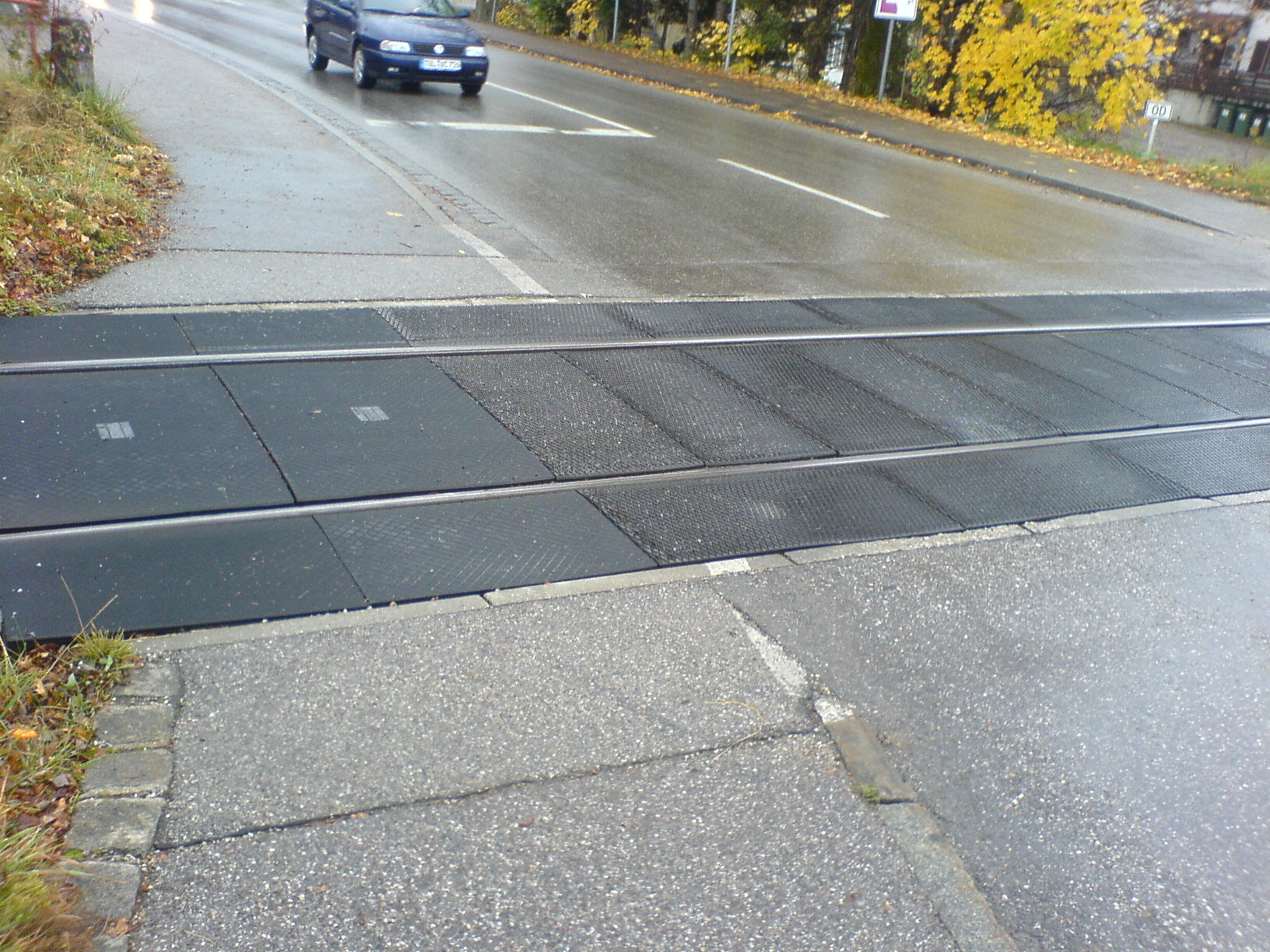
Überwegeindeckung mit STRAIL-Gummielementen

### Österreich

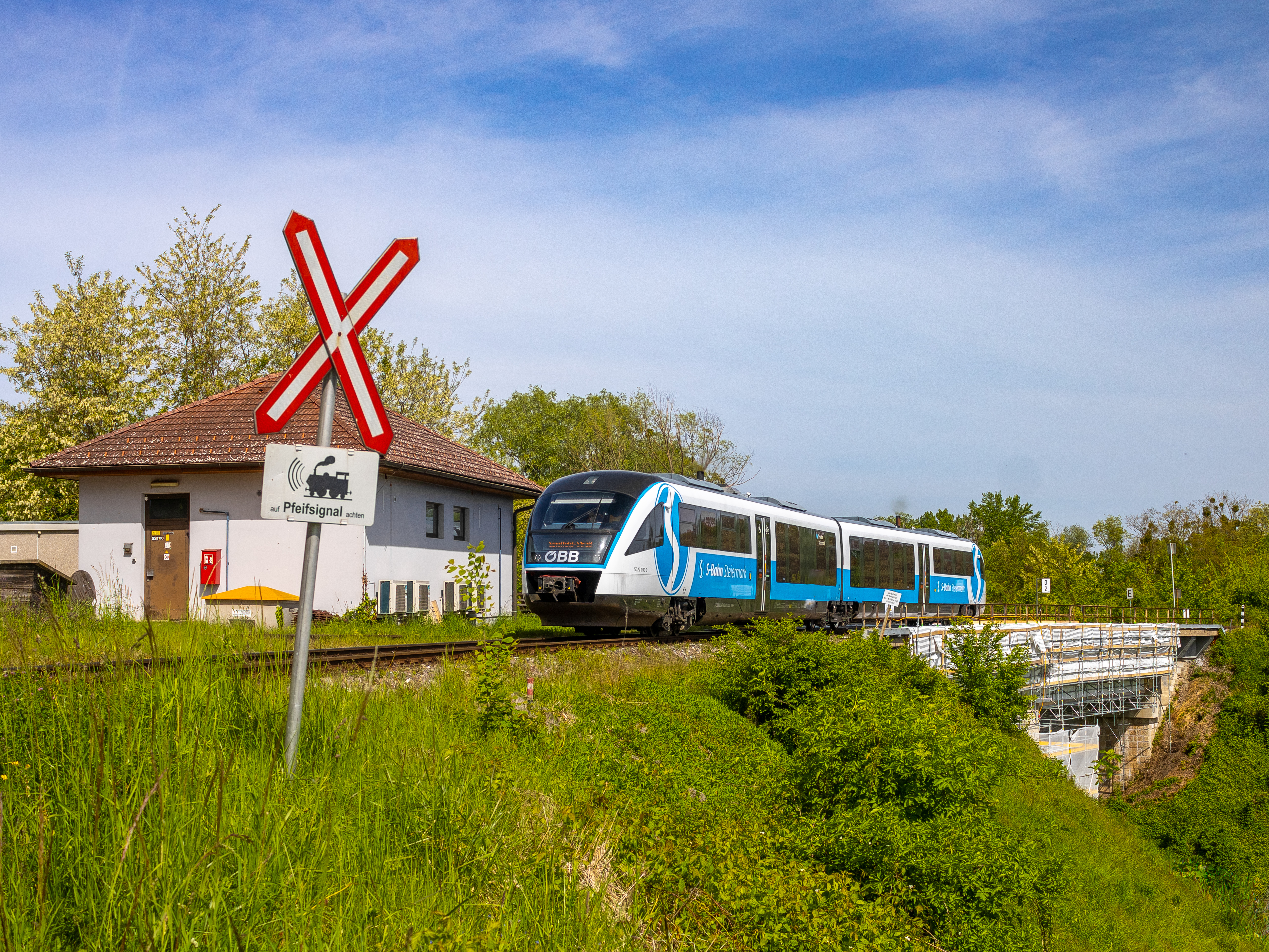
Beispiel für einen unbeschrankten Bahnübergang in Österreich

In Österreich heißt die niveaugleiche Kreuzung der Straße mit dem Gleiskörper amtlich Eisenbahnkreuzung (EK), alternativ auch schienengleicher Eisenbahnübergang oder schienengleicher Bahnübergang. Die Abkürzung BÜ ist nicht gebräuchlich.

### Schweiz

Signalisierung an Bahnübergängen in der Schweiz.

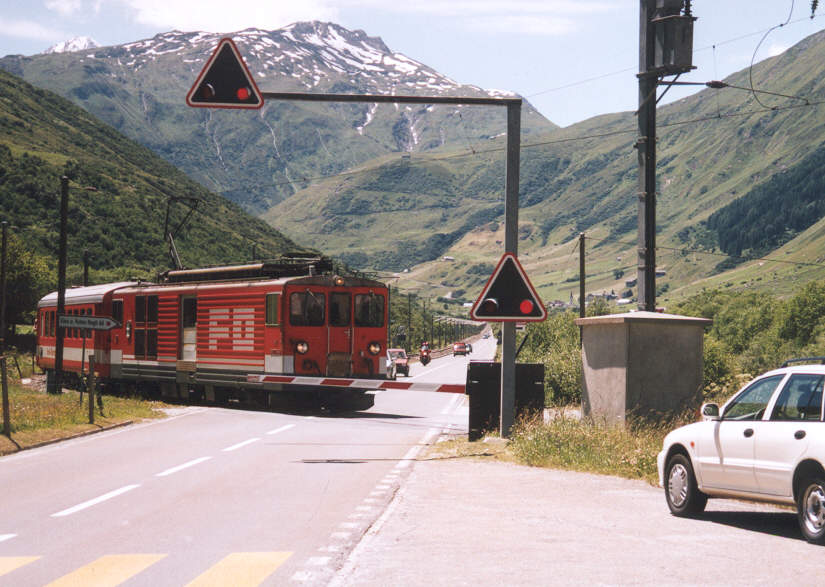
Bahnübergang in der Schweiz

Die Andreaskreuze sind weiß mit rotem Rand gehalten. Sie können hochkant oder quer platziert werden, wobei an mehrgleisigen Strecken doppelte Andreaskreuze angebracht werden. Auf Eisenbahnstrecken mit einer zulässigen Höchstgeschwindigkeit von mehr als 160 Kilometern pro Stunde sind Bahnübergänge unzulässig.
Blinklichtsignale bestehen aus einer dreieckigen schwarzen Tafel mit zwei auf gleicher Höhe angeordneten roten Wechselblinklichtern oder einem roten Blinklichtsignal. In Fällen fehlender Übersichtlichkeit werden vermehrt Drehleuchten eingesetzt. Bei Bahnübergängen mit Blinklichtsignalen wird den Schildern beschrankter Bahnübergang und unbeschrankter Bahnübergang eine Zusatztafel mit der Aufschrift „Blinklicht“ beigefügt. Sicherungen nur mit Blinklichtsignalen und ohne Schranke sind in der Schweiz auf Straßen, die mit einer Geschwindigkeit von mehr als 50 Kilometern pro Stunde befahren werden dürfen, unzulässig. Des Öfteren werden Lichtzeichenanlagen („gelb-rot“) verwendet. Analog zu den deutschen Anrufschranken existieren Bedarfsschranken. Man unterscheidet ebenfalls zwischen Halb- und Vollschrankenanlagen. Außerdem gibt es noch eine Besonderheit von Warnleuchten an Bahnübergängen in Form sogenannter Blitzleuchten, die anstatt der normalen Blinklichter verwendet werden, wenn der Übergang nach vielen Seiten anstatt nur in eine Richtung gesichert werden muss.
Zur Warnung vor automatisch schliessenden Schlagbäumen müssen akustische Signale ertönen bis zum Beginn der Schliessbewegung der Schlagbäume bei Schrankenanlagen.

### Belgien

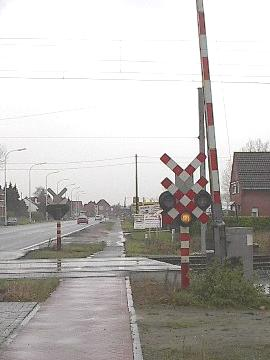
Bahnübergang in Belgien

In Belgien zeigen alle gesicherten Bahnübergänge ihre Betriebsbereitschaft durch eine ständig blinkende weiße Lampe an. Wenn ein Zug naht, schaltet diese ab und die roten Blinklichter blinken im Wechsel. Blinkt die weiße Lampe nicht, so ist mit einem Defekt des Bahnübergangs zu rechnen und dieser mit der gleichen Vorsicht wie bei einem nicht technisch gesicherten Bahnübergang zu überqueren. Die einfachen Andreaskreuze zeigen ein Gleis, die doppelten Andreaskreuze zwei oder mehr Gleise an (siehe Bild). Häufiger ist an den Schranken das Zeichen „Verbot für Fahrzeuge aller Art“ (Zeichen 250) angebracht.

### Dänemark

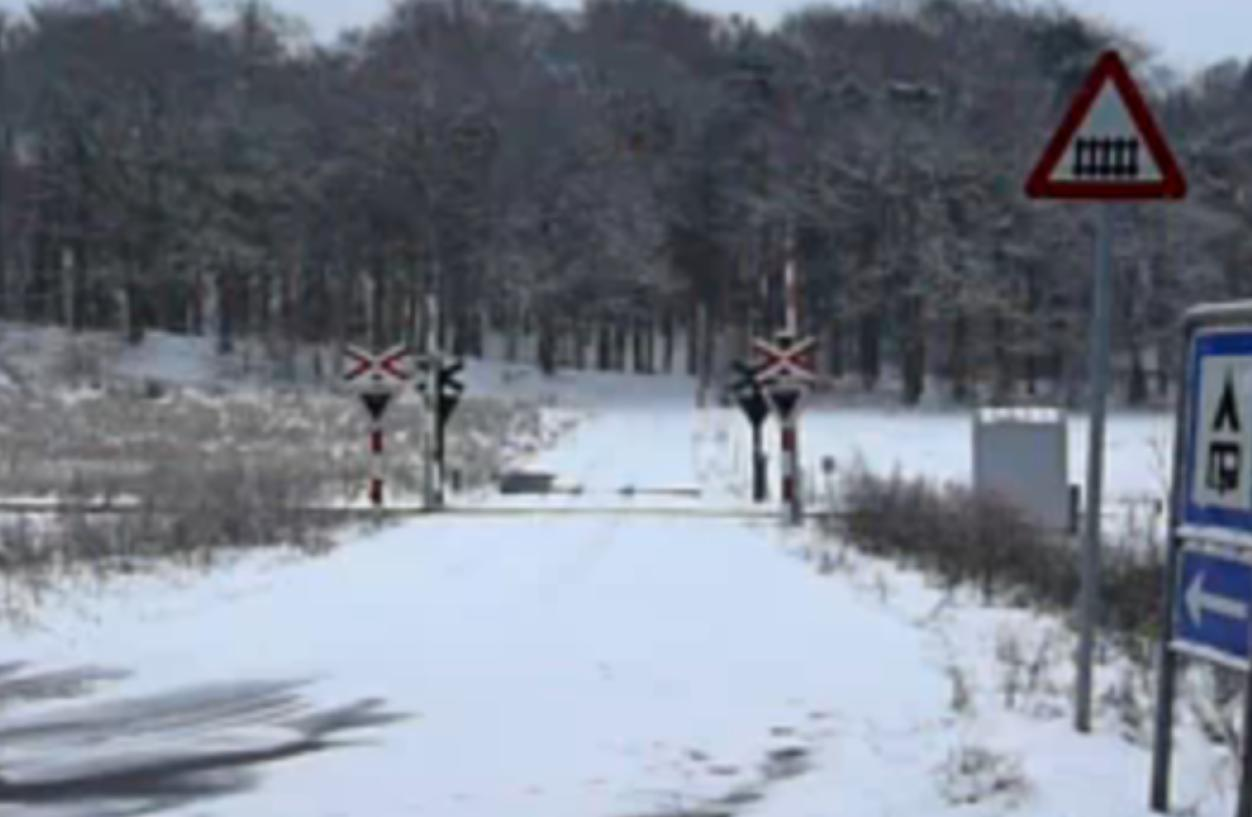
Dänischer Bahnübergang mit Halbschranke

In Dänemark stehen bei den Bahnübergängen Andreaskreuze, die rot-weiß sind. Unter den Andreaskreuzen befindet sich (bei automatisch gesicherten Bahnübergängen) ein nach unten zeigendes blaues Dreieck mit rot-weißem Rand. In diesem Dreieck befindet sich die rote Blinklichtanlage, welche bei Annäherung eines Zuges zu blinken beginnt. Gleichzeitig ertönt ein Klingelwerk. Das Läutwerk klingelt nur, bis die Schrankenbäume geschlossen sind (bei vierschlägigen Schranken: Wenn Zufahrtsschranken geschlossen sind), aber das Blinklicht blinkt auch bei geschlossenen Schranken weiter. Bei unbeschrankten Bahnübergängen klingelt das Läutwerk so lange weiter, bis der Zug den Überweg verlassen hat und die Anlage ausschaltet.
Zum 1. Juni 2016 gab es in Dänemark an Strecken der Danske Statsbaner mit Personenverkehr 612 Bahnübergänge. 432 dieser Übergänge sind mit Schranken oder einem Warnsystem gesichert, 180 sind nicht technisch gesichert. Ziel von Banedanmark war es, bis 2018 diese 180 nicht technisch gesicherten Bahnübergänge technisch zu sichern oder aufzulassen. 2020 waren noch sieben ungesicherte Bahnübergänge vorhanden. Bei der landesweiten Einführung von ETCS wurde eine Lösung für die technisch gesicherten Bahnübergänge entwickelt.

### Frankreich
In Frankreich sind nicht technisch gesicherte Bahnübergänge mit einem Andreaskreuz und zusätzlich mit einem am selben Mast hängenden Stoppschild gesichert. Mehrgleisige Strecken werden durch ein erweitertes Andreaskreuz angezeigt. Die beschrankten Bahnübergänge mit Blinklichtanlage haben kein Andreaskreuz. Unter dem Verkehrsschild Beschrankter Bahnübergang steht in Frankreich bei einer automatischen Anlage immer Signal Automatique, ansonsten ist es ein von einem Posten bedienter Übergang. Es existieren noch einige wärterbediente Anlagen in Frankreich. An mehrgleisigen Bahnübergängen hängt das Schild „UN TRAIN PEUT EN CACHER UN AUTRE“, welches auf die Gefahr hinweist, dass auf dem hinteren Gleis ein weiterer Zug kommen kann, der von dem Zug auf dem vorderen Gleis verdeckt wurde. An nicht technisch gesicherten Übergängen werden Pfeiftafeln mit dem Buchstaben S aufgestellt, damit der Triebfahrzeugführer pfeift und den Straßenverkehr warnt.

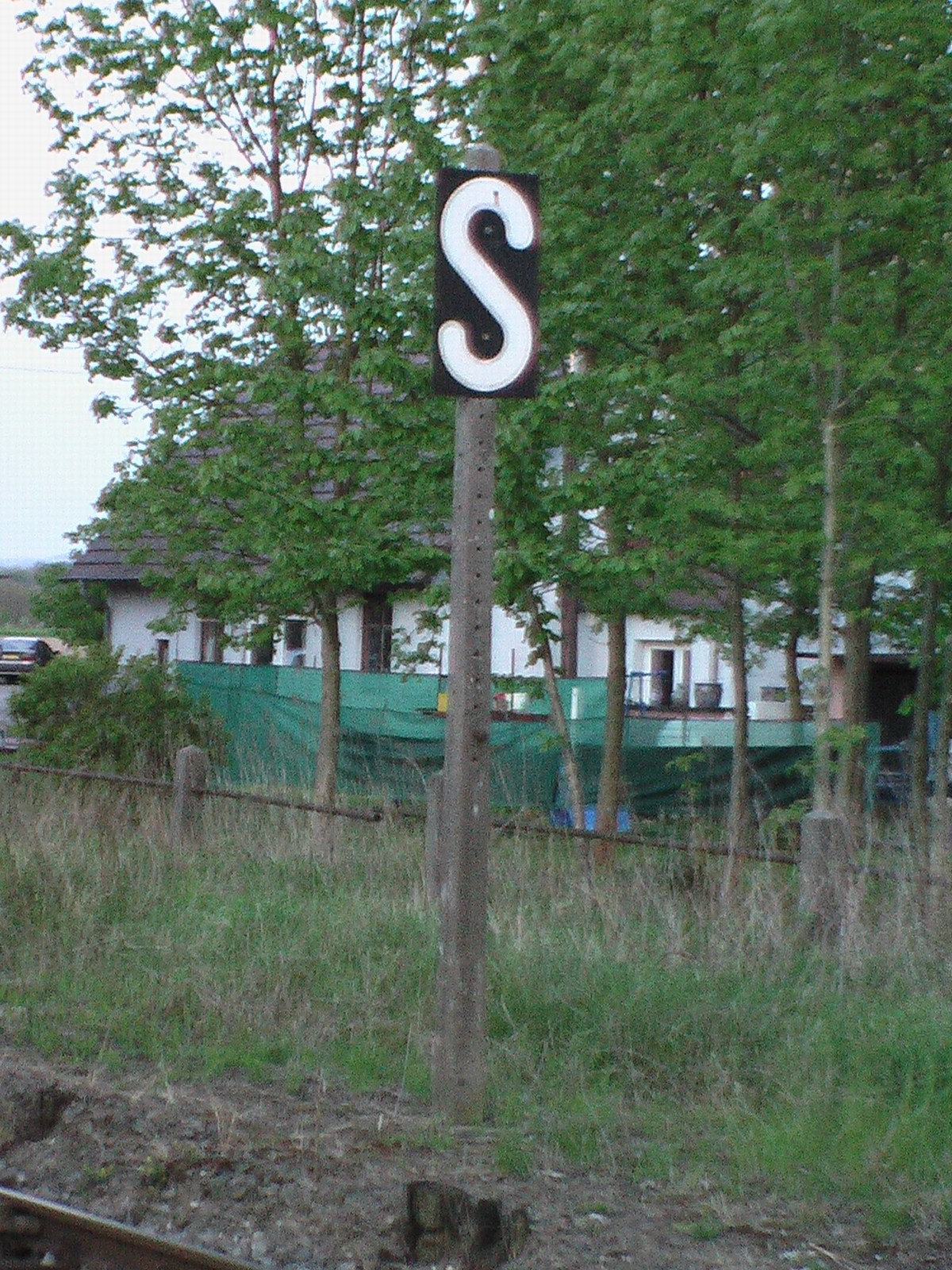
Pfeiftafel (Siffler = Pfeifen)

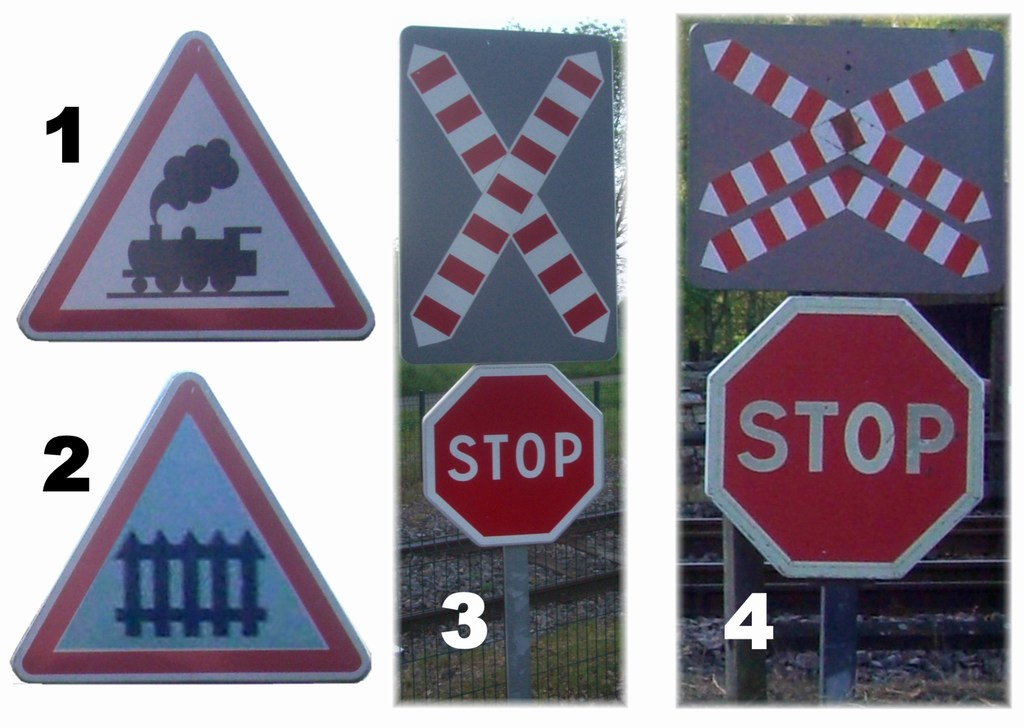
Beschilderung:
1. Unbeschrankter Bahnübergang
2. Beschrankter Bahnübergang
3. Andreaskreuz für eingleisige Bahnstrecke mit Stoppschild
4. Andreaskreuz für mehrgleisige Bahnstrecke mit Stoppschild

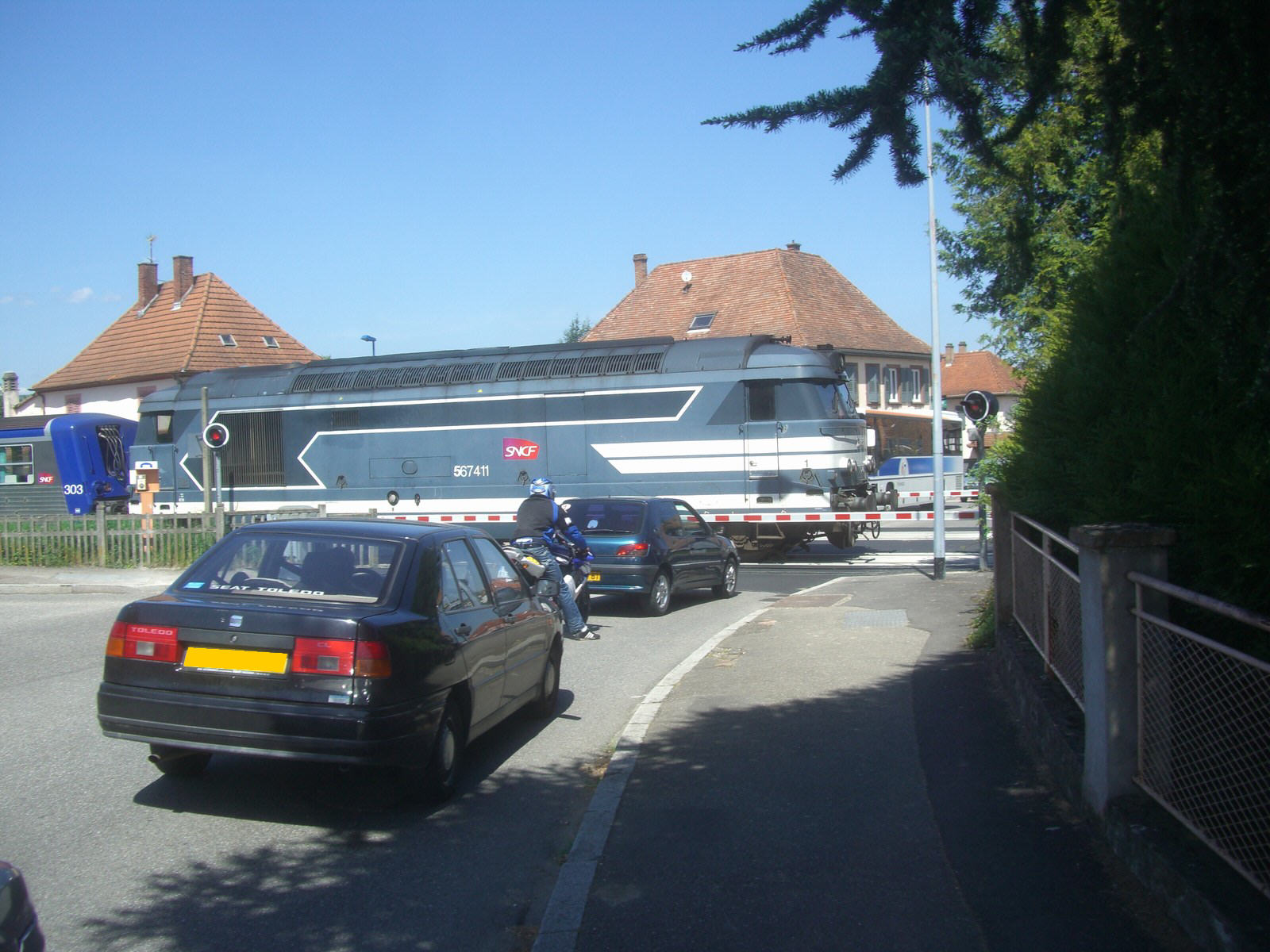
Bahnübergang mit Vollschrankenabschluss und Blinklichtern
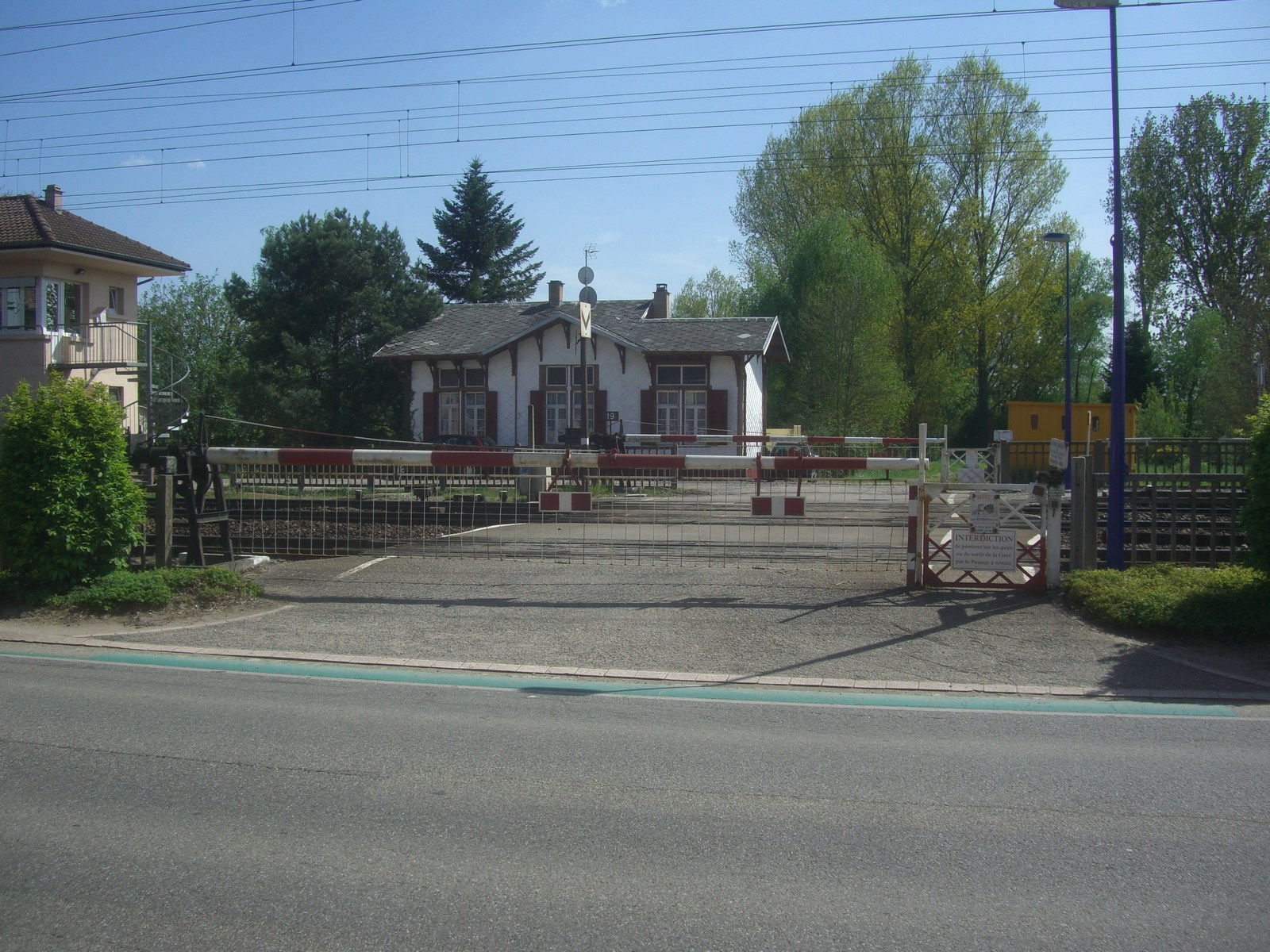
Mechanische Vollschranke und Fußgängertür
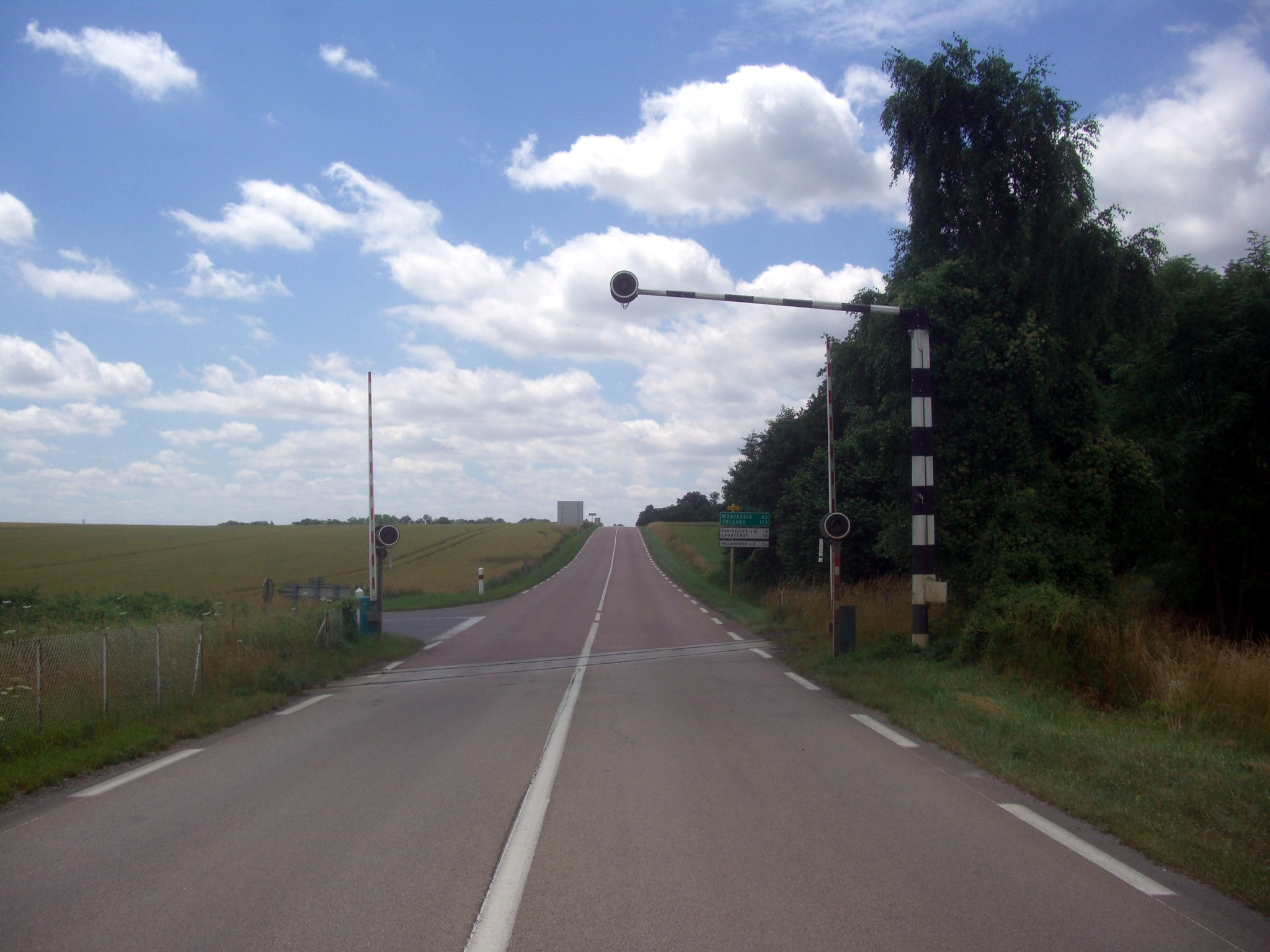
Bahnübergang mit Halbschranken und Zusatzlicht

### Finnland

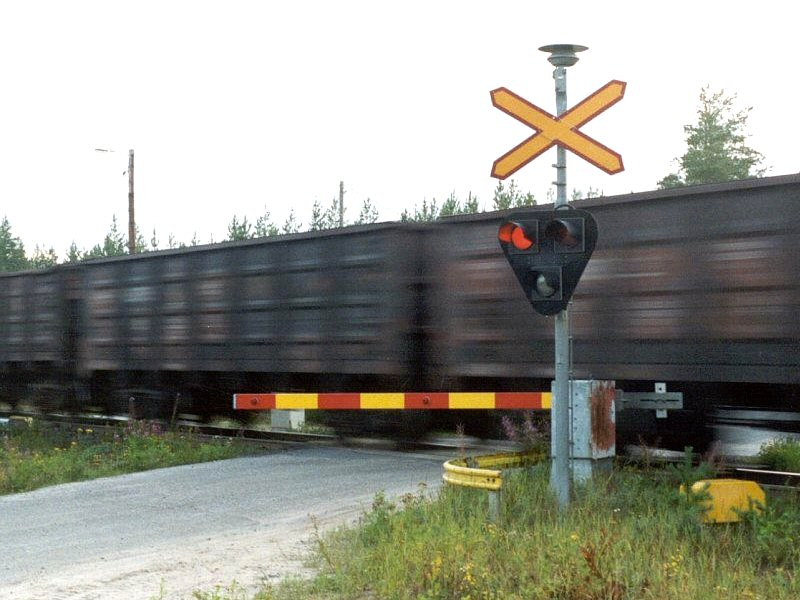
Finnischer Bahnübergang

Warnkreuz, mehrgleisiger Bahnübergang

In Finnland sind die Warnkreuze und Schranken in der Farbgebung Rot-Gelb zu finden. In den Schranken der automatischen Bahnübergänge sind Warnleuchten integriert.
Die technisch gesicherten Übergänge haben Warnglocken über den Andreaskreuzen. Verläuft über dem Übergang eine Oberleitung, so wird dies durch ein gelbes Zusatzschild mit Blitzsymbol angezeigt. Im ungesicherten Zustand blinkt eine weiße Lampe unter dem Warnkreuz. Naht ein Zug, so erlischt die weiße Lampe und die roten Blinklichter, heute meist Wechselblinklichter, blinken und die Warnglocken läuten. Manchmal stoppt die Warnglocke mit dem Läuten, wenn der Zug den Bahnübergang erreicht hat. Nicht technisch gesicherte Bahnübergänge haben mindestens ein Warnkreuz pro Fahrtrichtung. Wie in anderen Ländern wird auch hier durch einfache Andreaskreuze angezeigt, dass die Bahnstrecke eingleisig ist und durch doppelte Andreaskreuze, dass sie zweigleisig ist.

### Großbritannien

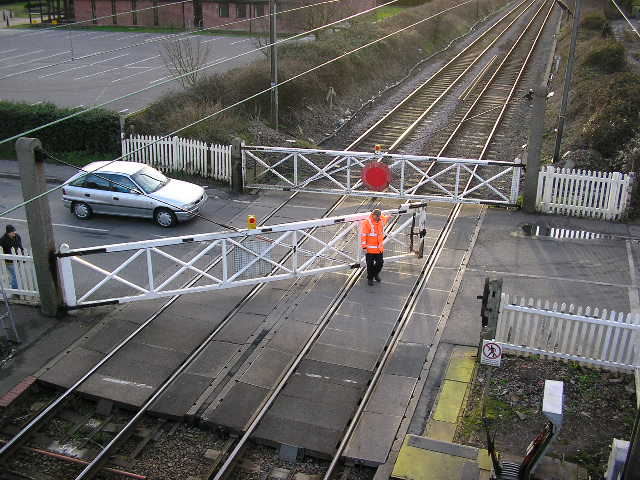
Durch Schwenktore gesicherter Bahnübergang, England

In Großbritannien gibt es an gesicherten Bahnübergängen Warnblinkanlagen ähnlich der luxemburgischen Anlagen. Wenn ein Zug naht, leuchtet für 4 Sekunden ein gelbes Dauerlicht, welches anschließend erlischt, und zwei rote Wechselblinklichter werden aktiv. Diese Warnblinkanlagen gibt es alleine ohne Schranken oder in Kombination mit Halb- und Vollschranken. Außerdem gibt es auch häufiger noch wärterbediente Bahnübergänge. Man kann des Öfteren noch auf Bahnübergänge mit Klapp- oder Schiebetoren treffen. An unbeschrankten Bahnübergängen sind in jedem Fall Andreaskreuze angebracht.

### Luxemburg
In Luxemburg werden die meisten Bahnübergänge mit einer Blinklichtanlage gesichert, welche der deutschen stark ähnelt. Anders als in Deutschland gibt es dort an beschrankten Bahnübergängen keine Andreaskreuze. Es werden ausschließlich Halbschranken eingesetzt. An beschrankten Bahnübergängen steht pro Fahrtrichtung mindestens ein weiß-rot gestreifter Mast. An diesem ist ein weiß/rot umrandeter schwarzer Signalschirm mit zwei roten Blinklichter angebracht. Diese blinken abwechselnd, wenn eine Einschaltung oder eine Störung vorliegt. Die Blinklichter erlöschen erst, wenn nach der Durchfahrt des Schienenfahrzeugs die Schranken wieder in der oberen Endlage sind. An zweigleisigen Strecken gibt es eine Besonderheit. Wenn während der Öffnung der Schrankenbäume eine erneute Einschaltung erfolgt, bleiben die Schranken in der momentanen Stellung stehen. Nach einer Vorwarnzeit von 7 Sekunden schließen die Halbschranken dann wieder, ohne vorherige vollständige Öffnung. Die roten Blinklichter bleiben dabei eingeschaltet. Die meisten Anlagen werden mithilfe von Fahrzeugsensoren im Gleis von den Schienenfahrzeugen automatisch eingeschaltet. Dort, wo eine ausreichende Einschaltstrecke nicht vorhanden ist, sind sie signalgesteuert. Nicht technisch gesicherte sowie technisch gesicherte unbeschrankte Bahnübergänge verfügen über ein waagerechtes Andreaskreuz.

### Niederlande

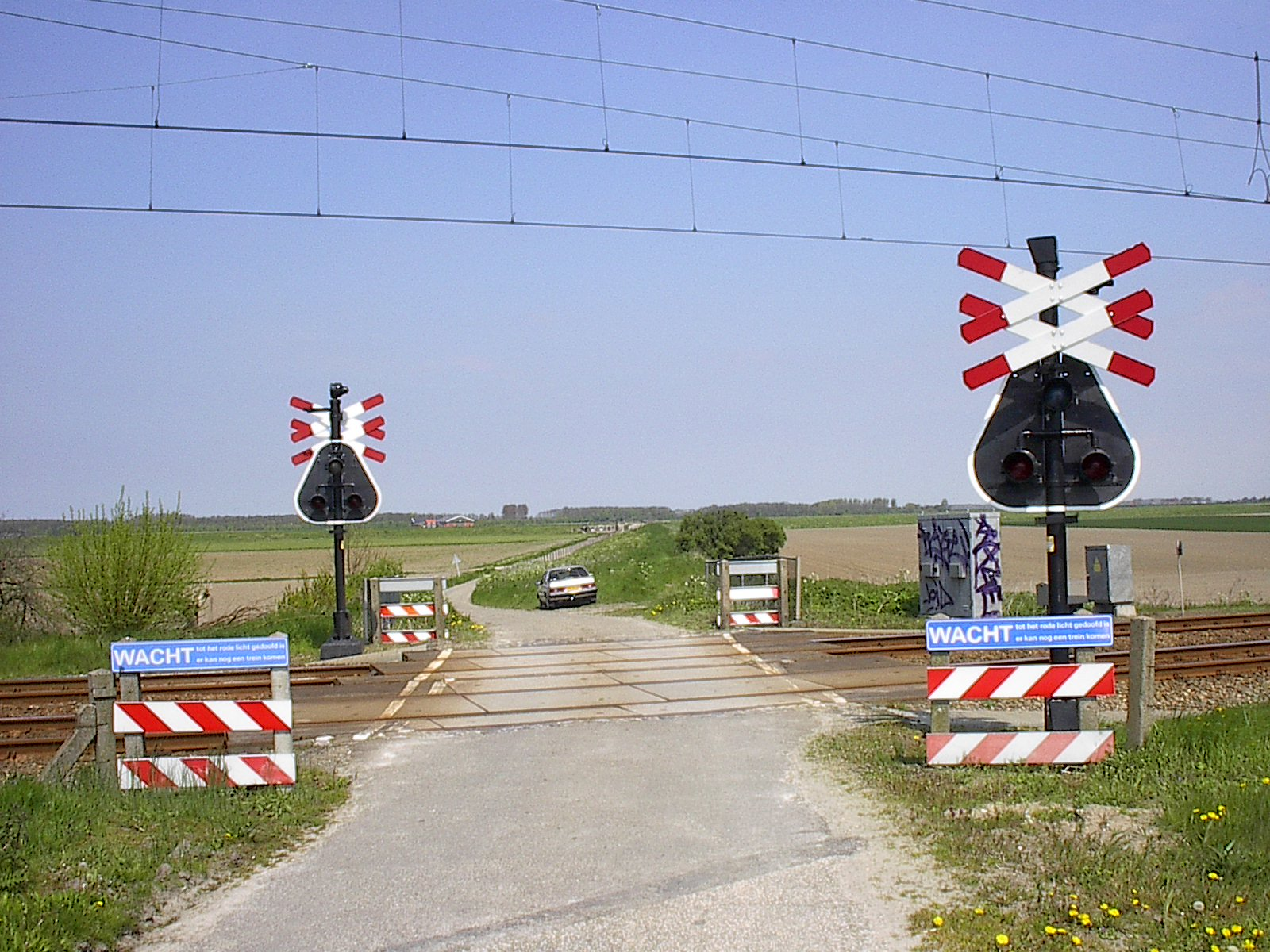
Niederländischer unbeschrankter Bahnübergang mit Blinklicht (AKI; bis 2007)

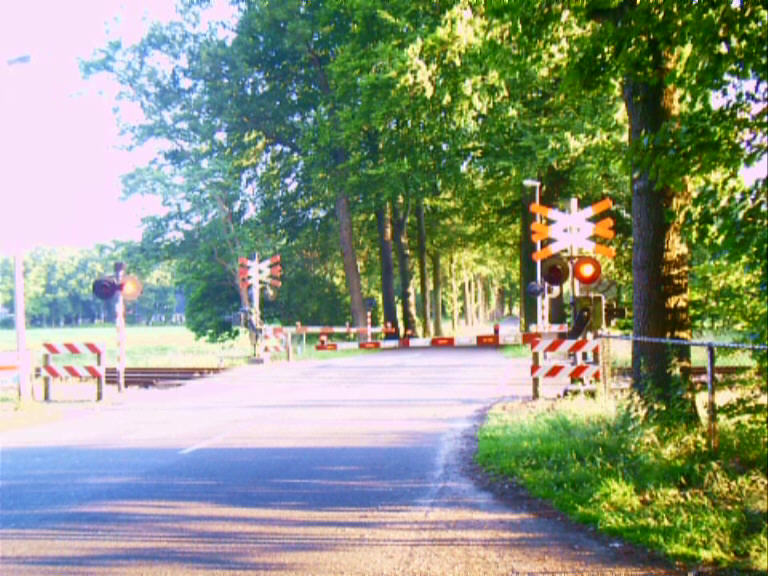
Beschrankter Bahnübergang mit Halbschranken (AHOB)

In den Niederlanden ähnelt das Aussehen der technisch gesicherten Bahnübergänge dem der USA mit Wechselblinklichtern. Vor jedem Bahnübergang steht mindestens ein Andreaskreuz pro Fahrtrichtung. Wie in anderen Ländern wird auch hier durch einfache Andreaskreuze angezeigt, dass die Bahnstrecke eingleisig oder durch doppelte, wenn sie mehrgleisig ist. Üblich sind Halbschranken (Automatische halve overwegbomen, kurz AHOB). Bei alle Bahnübergangsarten gibt es in der Regel auf beiden Straßenseiten weiß-rot schraffierte Warnbaken, an denen oft auch ein blaues Warnschild befestigt ist. Dieses Schild weist bei mehrgleisigen Strecken auf die Wartepflicht bis zum Erlöschen des Warnlichtes hin, da noch ein weiterer Zug kommen kann.
Bahnübergänge mit Lichtzeichenanlagen (automatische knipperlichtinstallatie, kurz AKI) wurden seit 2007 mit Schrankenbäumen ergänzt oder aufgehoben. Die letzte Anlage im Bereich des größten Netzbetreibers ProRail befand sich am Bavinkelsweg in Almelo und wurde am 3. Juli 2015 geschlossen.

### Schweden

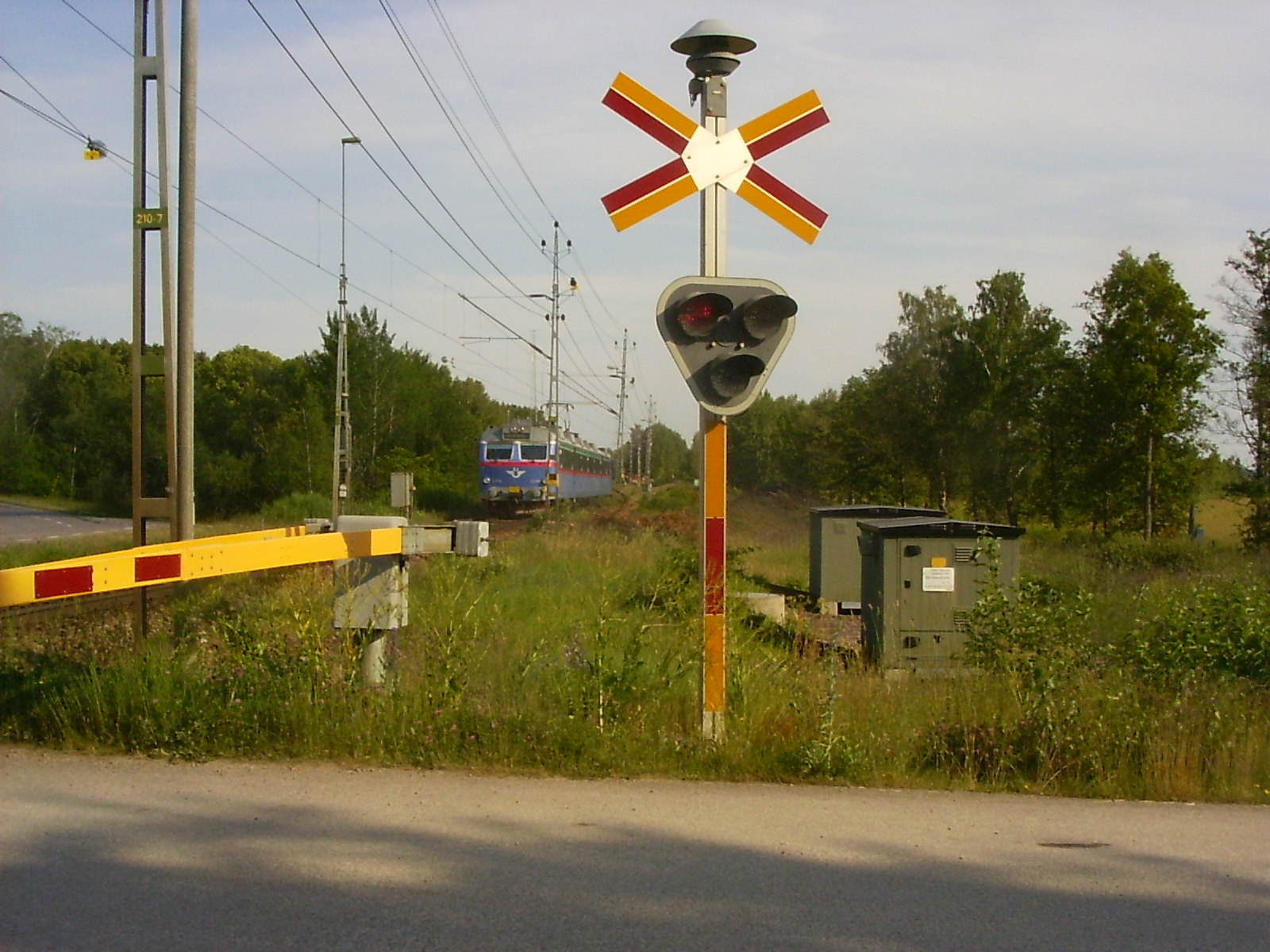
Schwedischer Bahnübergang

In Schweden sind bahnseitig folgende Geschwindigkeiten auf Bahnübergängen zulässig: 140 km/h ohne Schrankenbäume, 160 km/h mit Schrankenbäumen, 200 km/h mit Schranken und Hindernisdetektor. Straßenseitig sind 70 km/h bei technisch gesicherten Übergängen ohne Schrankenbäume und 90 km/h mit Schrankenbäumen zulässig. In Schweden gab es 1993 rund 12 000, 2005 etwa 8500 Bahnübergänge, davon rund 2000 mit Schrankenbäumen. Alle Übergänge an zweigleisigen Strecken waren 2005 technisch gesichert. Es gibt 26 auf der E45 und fünf auf anderen Europastraßen.
Bis zum Ende 2015 hatte sich die Anzahl der Bahnübergänge an befahrenen Strecken auf 7146 verringert, an nicht befahrenen Strecken, die nicht stillgelegt sind, liegen weitere 1110. Gesichert sind davon 2787 an den befahrenen und 179 an nicht befahrenen Strecken.

### Tschechien und Slowakei

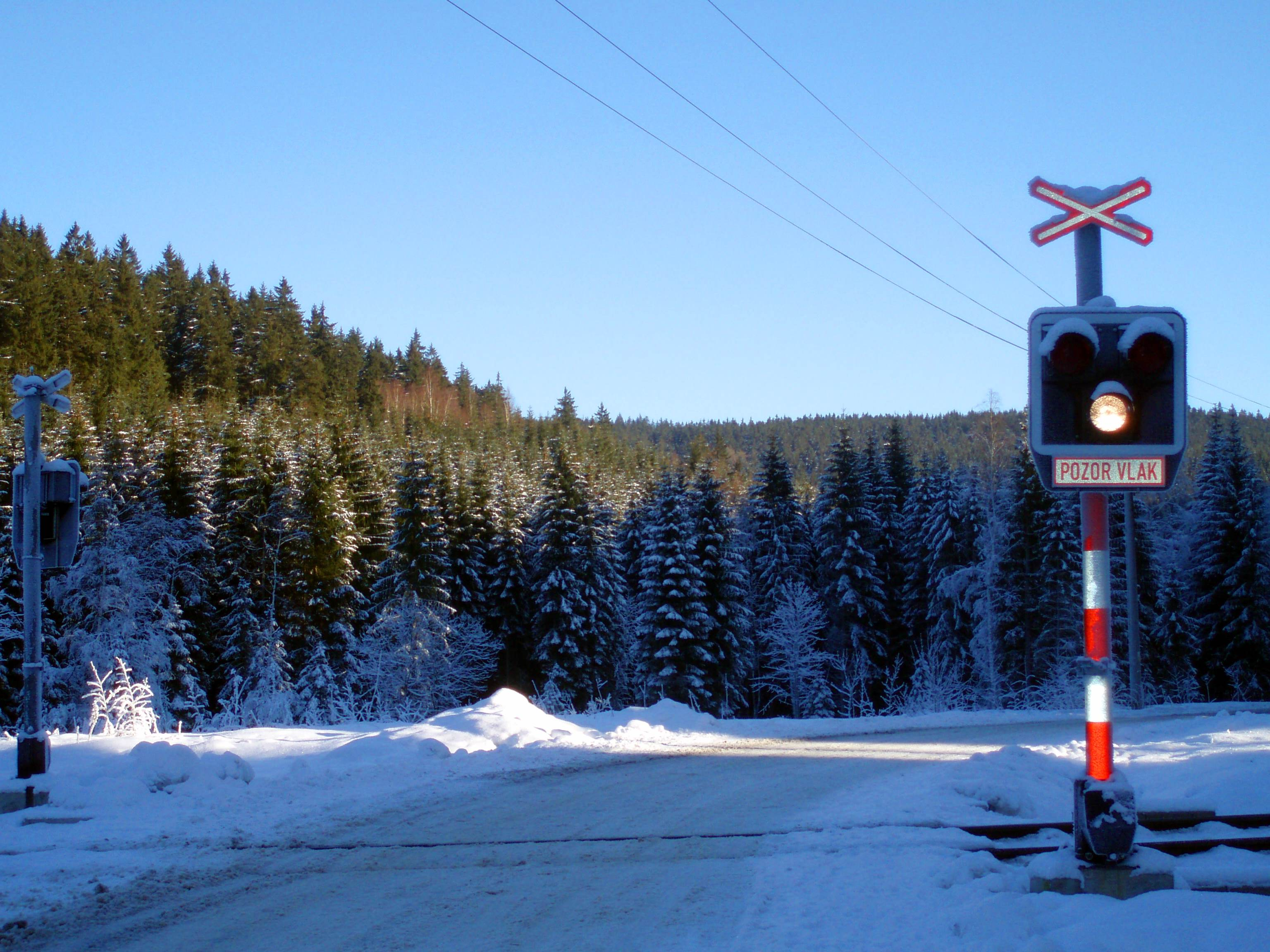
Unbeschrankter Bahnübergang mit Haltlichtanlage in Grundstellung. Das weiße Blinklicht signalisiert dem Straßenverkehr eine zulässige Geschwindigkeit von 50 km/h.

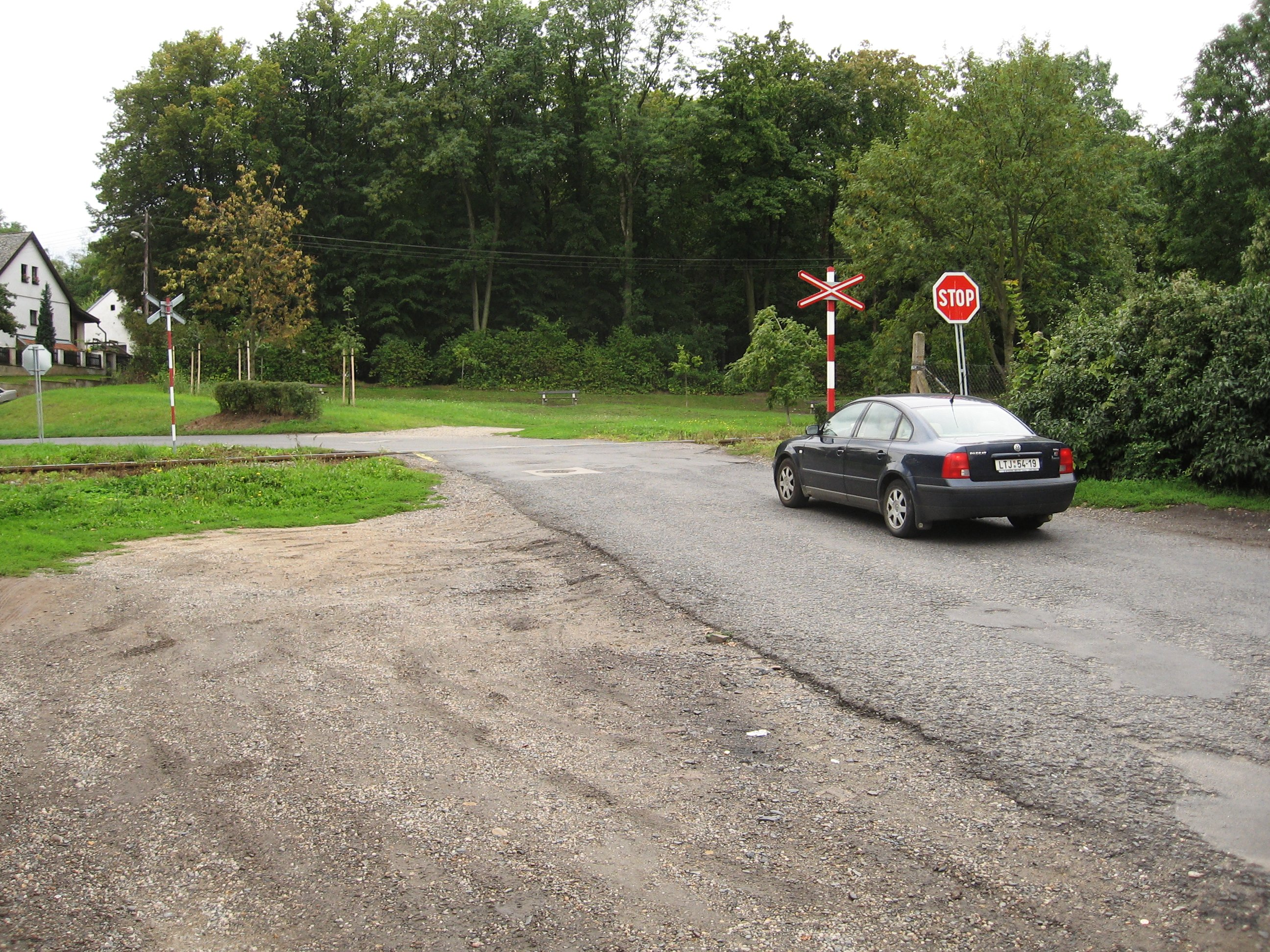
Nicht technisch gesicherter Bahnübergang mit Stoppschild

Zahl der Unfälle (blau), Toten (rot) und Verletzten (gelb) an tschechischen Bahnübergängen pro Jahr

In Tschechien und der Slowakei blinken bei der Annäherung eines Zuges die beiden oberen roten Lampen von automatischen Sicherungsanlagen abwechselnd. Blinkt in Ruhestellung eine weiße Lampe, darf der Übergang von Kraftfahrzeugen mit 50 km/h überquert werden, sonst gelten generell 30 km/h.
Die Straßensignale gibt es als Haltlichtanlagen oder in Kombination mit Halb- oder Vollschranken. In jedem Fall sind an unbeschrankten Bahnübergängen quer liegende Andreaskreuze angebracht. Hinweisschilder mit der roten Aufschrift Pozor Vlak („Achtung Zug“) rufen außerdem zur besonderen Vorsicht vor allem an unbeschrankten Bahnübergängen auf, die es in Tschechien noch vergleichsweise häufig gibt.

## Außereuropäisch

### Australien

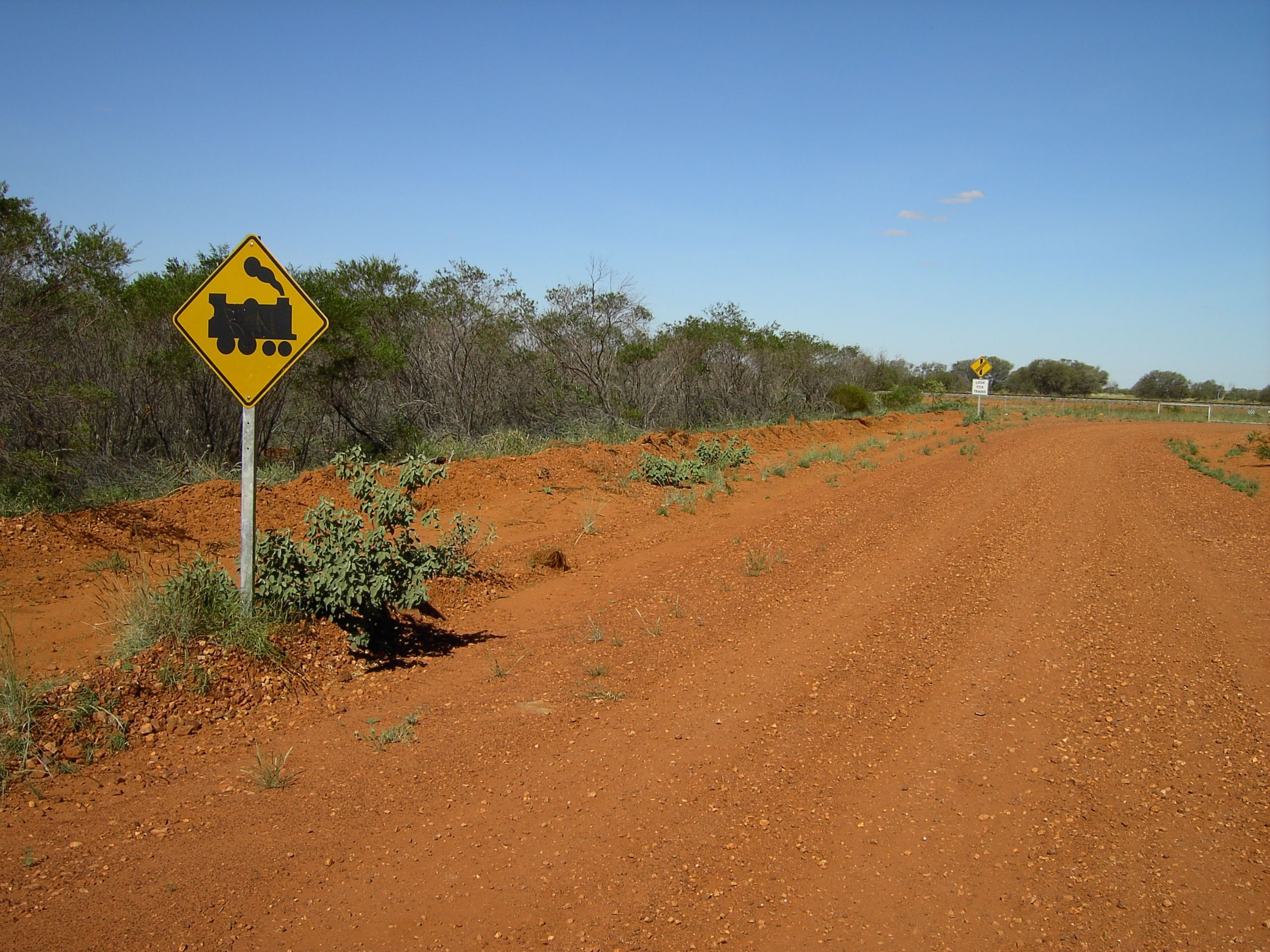
Vorwarnung an einem Bahnübergang der Zentralaustralischen Eisenbahn – eine Dampflokomotive wie auf dem Schild ist hier allerdings nie gefahren
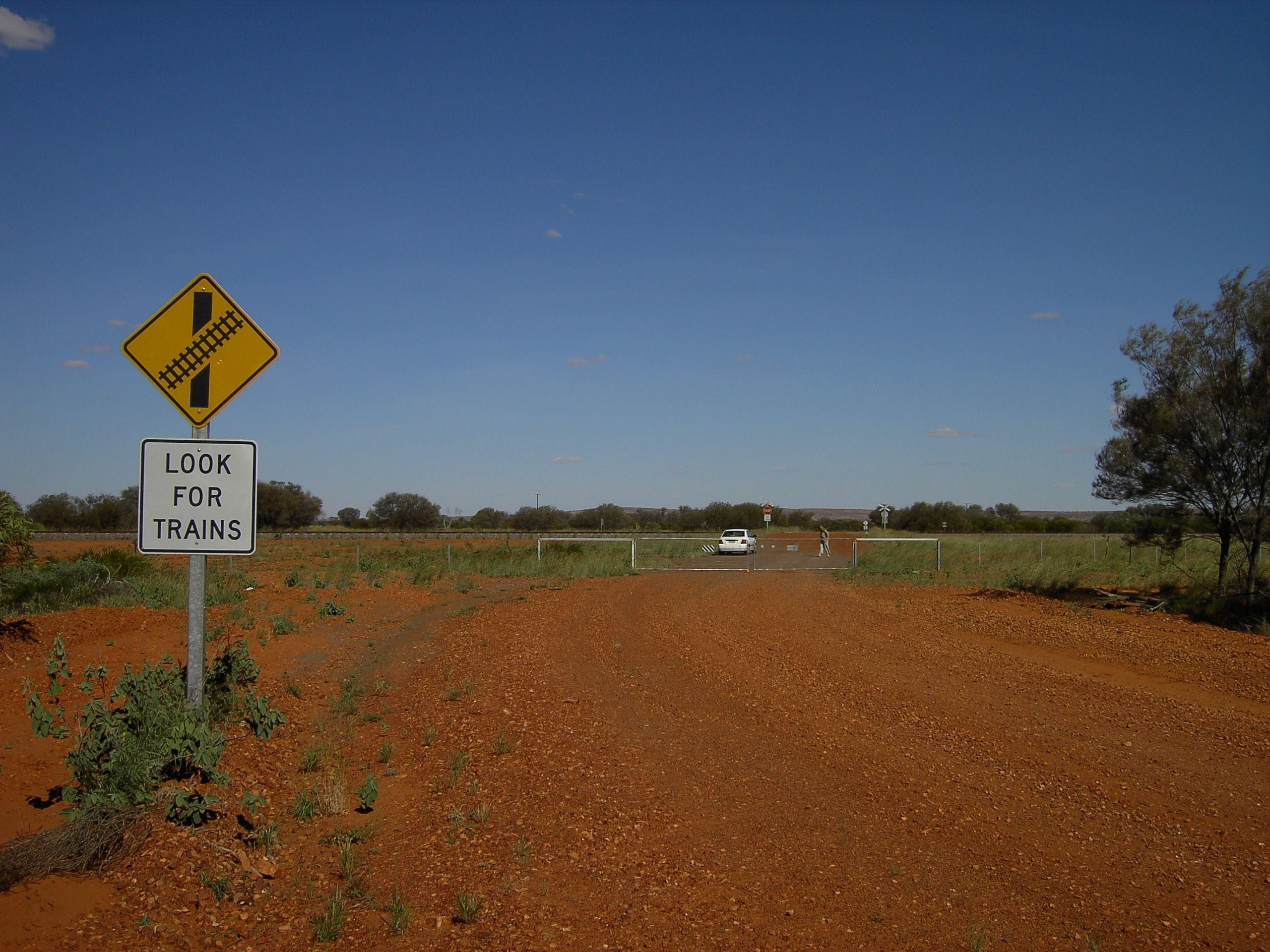
Zweite Warnung an einem Bahnübergang der Zentralaustralischen Eisenbahn
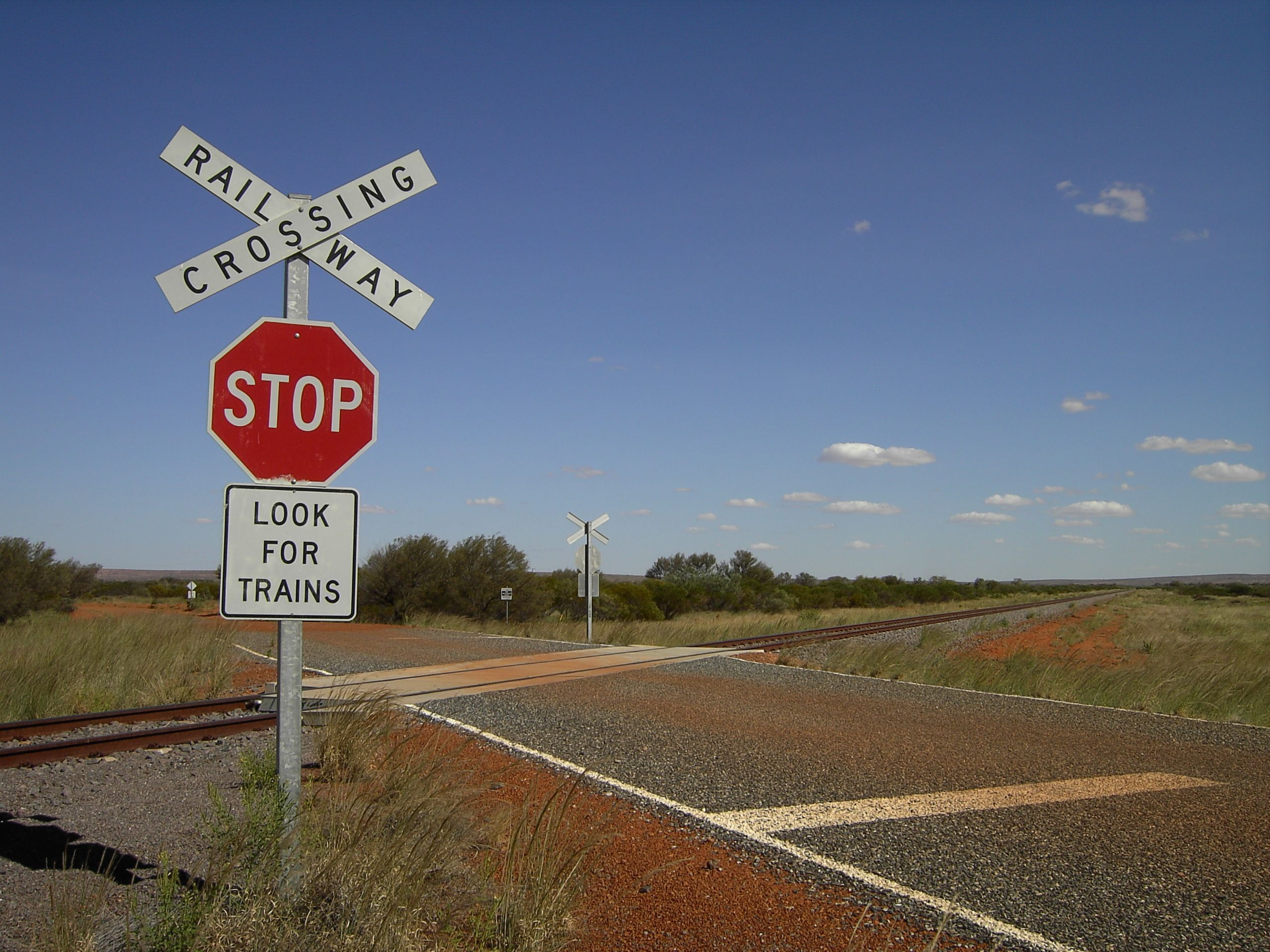
Schlussendlich: Bahnübergang der Zentralaustralischen Eisenbahn – das Look for trains warnt meist vergeblich

### Israel
Die Regelung in Israel entspricht hinsichtlich der Ausschilderung weitgehend der deutschen, wie sie vor 1992 bestand.

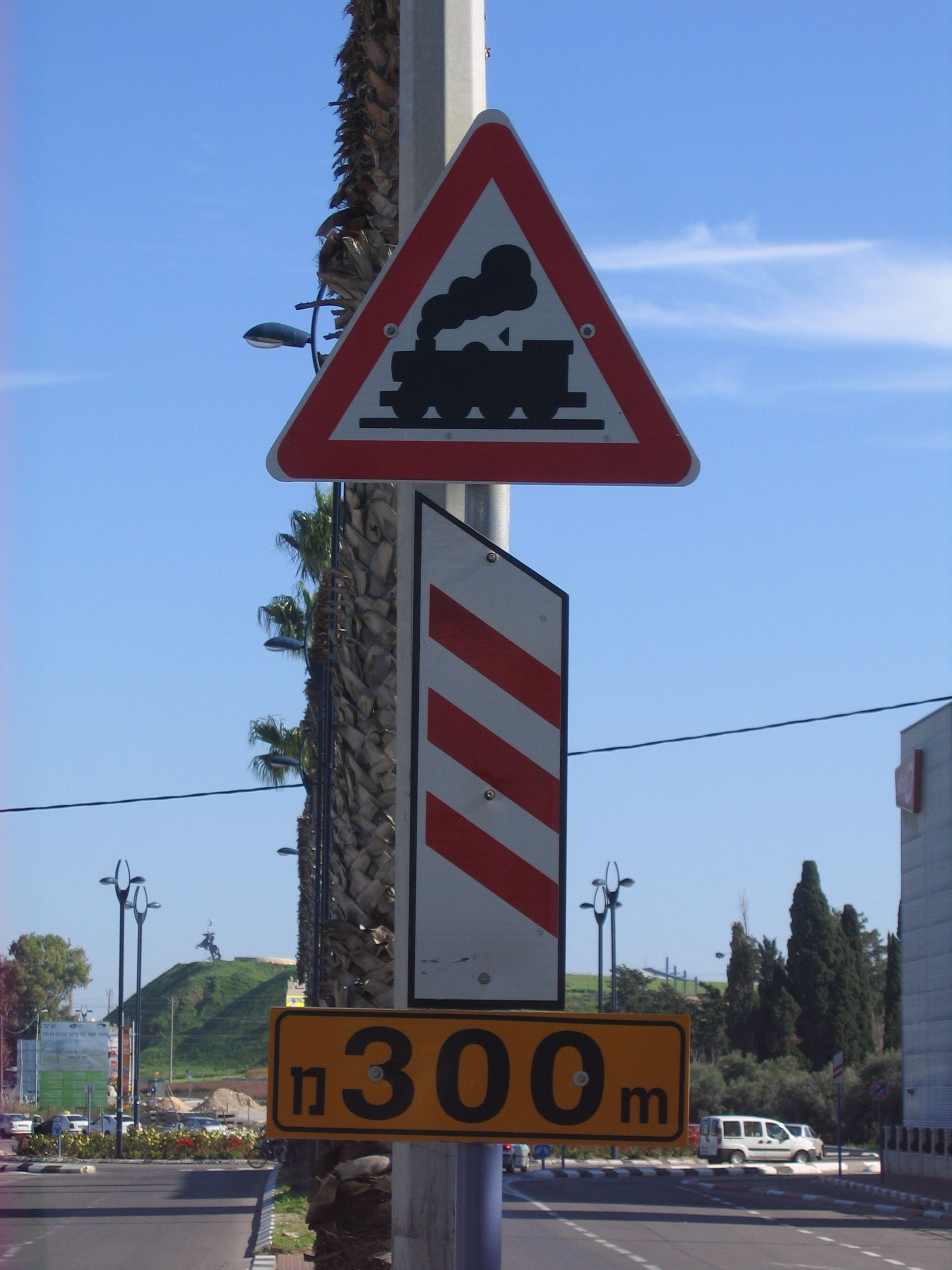
Ausschilderung in Israel

### USA
In den USA ist jeder Bahnübergang mit mindestens einem Verkehrszeichen „Railroad Crossing“ pro Fahrtrichtung gesichert. Ist am Bahnübergang mehr als ein Gleis zu überqueren, so wird die Anzahl der Gleise auf einem Zusatzschild unterhalb des Andreaskreuzes angegeben. Kreuzt eine größere Straße eine Bahnlinie, so sichern Halbschranken und Wechselblinklichter den Bahnübergang. Die meisten dieser Schrankenanlagen verfügen über eine mechanische oder elektronische Warnglocke.
Früher gab es in den USA anstatt der heutigen Blinklichtanlagen sogenannte „Wig-Wags“: Auf einer oder beiden Seiten des Bahnübergangs standen Masten mit dem Warnkreuz, über denen eine bewegliche Scheibe mit einer roten Laterne hing. Näherte sich ein Zug, so bewegte sich die Scheibe mit rotem Dauerlicht in einer Schaukelbewegung hin und her und eine Warnglocke ertönte. Neuerdings gibt es Warnsysteme, welche das Pfeifen einer Lokomotive (in den USA meist mit mehrstimmigen Fanfaren) über Lautsprecher am Bahnübergang wiedergeben, um die Straßenverkehrsteilnehmer über das Herannahen eines Zuges zu informieren. Damit soll die Lärmbelästigung für die an der Bahnstrecke Wohnenden reduziert werden.

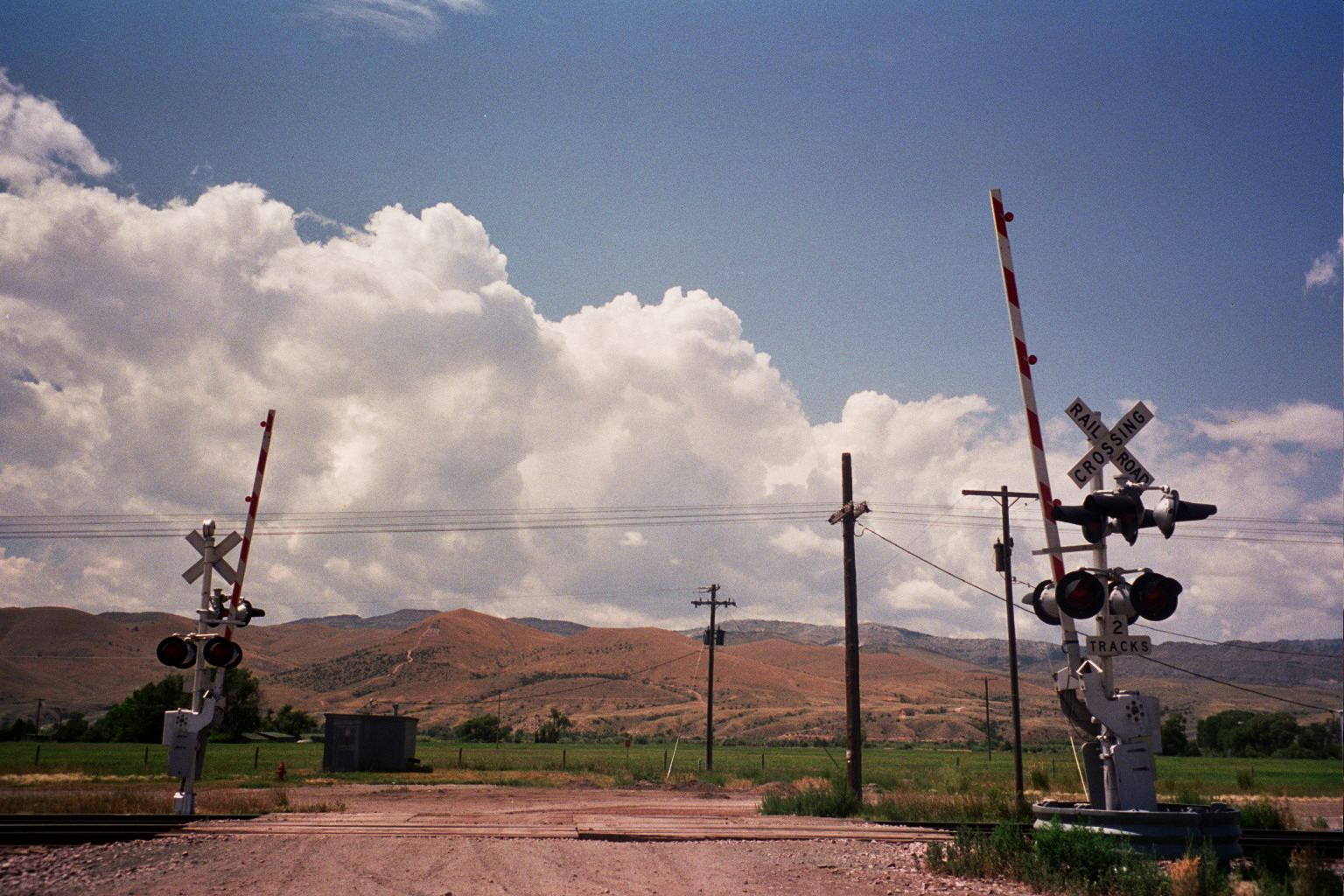
Amerikanischer Bahnübergang in Montana
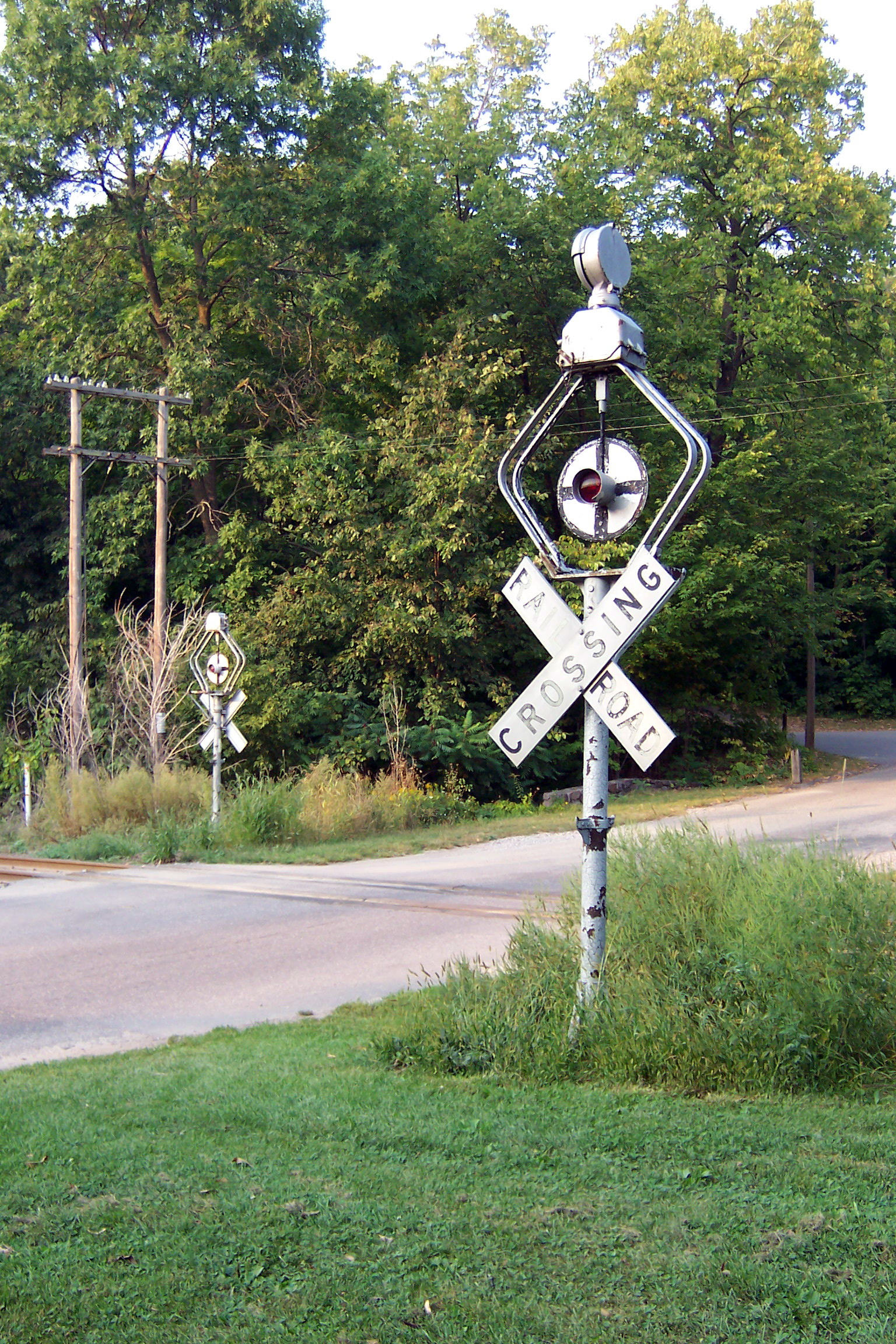
Wig-Wags

## Rechtliche Grundlagen
- Eisenbahnkreuzungsgesetz
- Staatliche Verkehrsgesetze:
  - Straßenverkehrsordnung (Deutschland)
    - „Der Bahnübergang in der StVO“ (PDF) (98 kB)

  - Straßenverkehrsordnung (Österreich)
  - Strassenverkehrsgesetz (Schweiz)
- Eisenbahn-Bau- und Betriebsordnung

## Kreuzung Eisenbahn – Flugzeuglandebahn

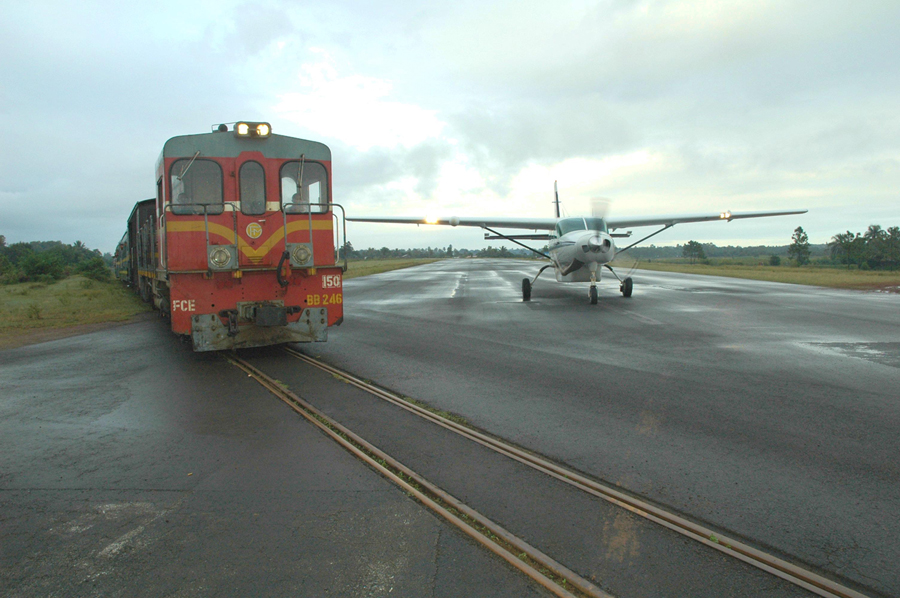
Die Flughafenkreuzung

Die bekannteste Kreuzung einer Bahnstrecke mit einer Start- und Landebahn gibt es in Madagaskar, wobei die Bahnstrecke Manakara–Fianarantsoa die Landebahn des Flughafens Manakara niveaugleich kreuzt. Ähnliche Kreuzungen gibt oder gab es auch in Gisborne in Neuseeland, Teleghma in Algerien, Kaunas in Litauen, Peschawar in Pakistan, Dsjomgi (Komsomolsk am Amur) in Russland und Wynyard auf Tasmanien.
In Deutschland liegt die Bahnstrecke Großenhain–Cottbus in der Einflugschneise des Flugplatzes Großenhain, der bis Ende 1993 durch die Gruppe der Sowjetischen Streitkräfte in Deutschland, zum Schluss Westgruppe der Truppen als Militärflughafen genutzt wurde. In diesem Bereich war die Fahrleitung der seit 1992 elektrifizierten Strecke unterbrochen. Zudem konnte der Eisenbahnbetrieb direkt vom Flughafen mittels dafür aufgestellter Deckungssignale gestoppt werden.